# Rugby Union

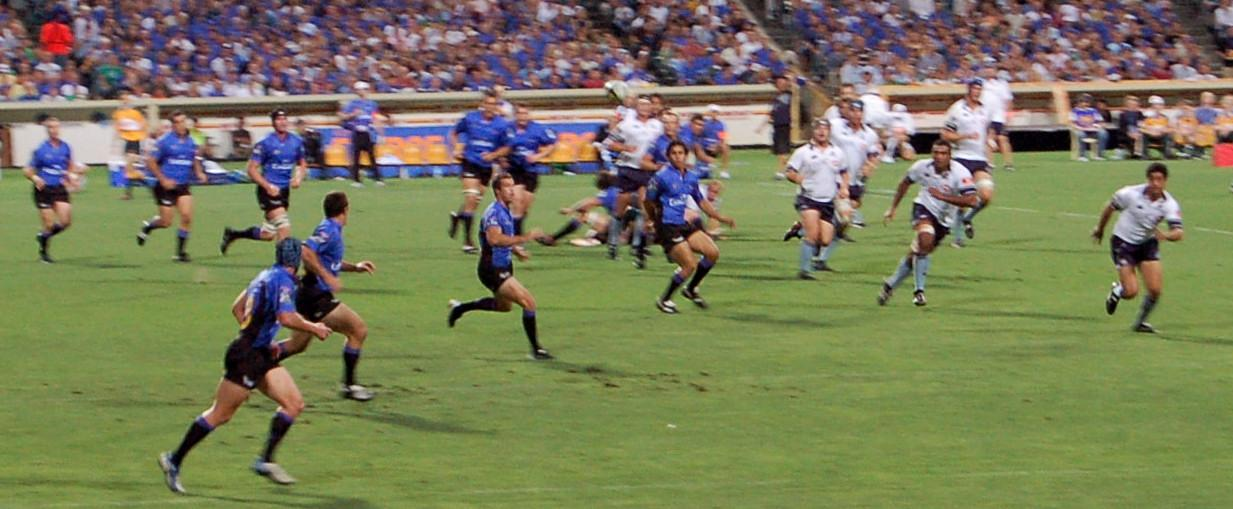
Typisches Szenario während eines Rugby-Union-Spiels

Rugby Union, gemeinhin einfach Rugby oder auch Fünfzehner-Rugby genannt, ist ein Vollkontakt-Ballsport, der in der ersten Hälfte des 19. Jahrhunderts in England entstand. Benannt ist er nach seinem Entstehungsort, der Rugby School in der Stadt Rugby. Er ist neben Rugby League eine der beiden Hauptvarianten der Rugby-Familie. Ein Spiel wird zwischen zwei Mannschaften mit je 15 Spielern ausgetragen, die auf einem rechteckigen Feld versuchen, während 80 Minuten einen ovalen Ball am Gegner vorbei ans entgegengesetzte Ende zu tragen, zu werfen oder zu kicken und dadurch Punkte zu erzielen.
1845 verfassten Schüler der Rugby School die ersten Regeln. Weitere wichtige Entwicklungsschritte waren 1863 die Zurückweisung der Regeln der Football Association und 1895 die Abspaltung von Rugby League. Historisch war Rugby Union ein reiner Amateursport, aber 1995 fielen die Beschränkungen für die Bezahlung von Spielern, wodurch auf höchstem Niveau die professionelle Ära begann. World Rugby, ursprünglich International Rugby Board genannt, ist seit 1886 der Dachverband. Von England aus verbreitete sich Rugby Union über weite Teile der Welt. Es wird vor allem auf den Britischen Inseln, in Frankreich, Georgien, Ozeanien, Südafrika, Argentinien, Nordamerika und Japan gespielt. Während die Briten den Sport in den Ländern des Empires verbreiteten, war in Kontinentaleuropa und in weiten Teilen Afrikas insbesondere der französische Einfluss maßgebend.
Die erste internationale Begegnung wurde 1871 in Edinburgh zwischen Schottland und England ausgetragen. Die erstmals 1987 ausgetragene Weltmeisterschaft findet alle vier Jahre statt und ist der wichtigste Wettbewerb. Das Six Nations in Europa und die Rugby Championship in der südlichen Hemisphäre sind weitere bedeutende internationale Wettbewerbe. Zu den wichtigsten nationalen Wettbewerben gehören Premiership Rugby in England, die Top 14 in Frankreich, die Bunnings NPC in Neuseeland, die Japan Rugby League One und der Currie Cup in Südafrika. Wichtige länderübergreifende Vereinswettbewerbe sind die United Rugby Championship mit Mannschaften aus Irland, Italien, Schottland, Südafrika und Wales sowie Super Rugby in Ozeanien.

## Mannschaften und Positionen
Jede Mannschaft beginnt das Spiel mit 15 Spielern auf dem Feld und sieben oder acht Auswechselspielern. Eine Mannschaft umfasst acht Stürmer und sieben Verteidiger. Für jede Position sind unterschiedliche physische und technische Eigenschaften erforderlich, weshalb Rugby Union bisweilen als „Spiel für alle Körperformen und -größen“ bezeichnet wird.

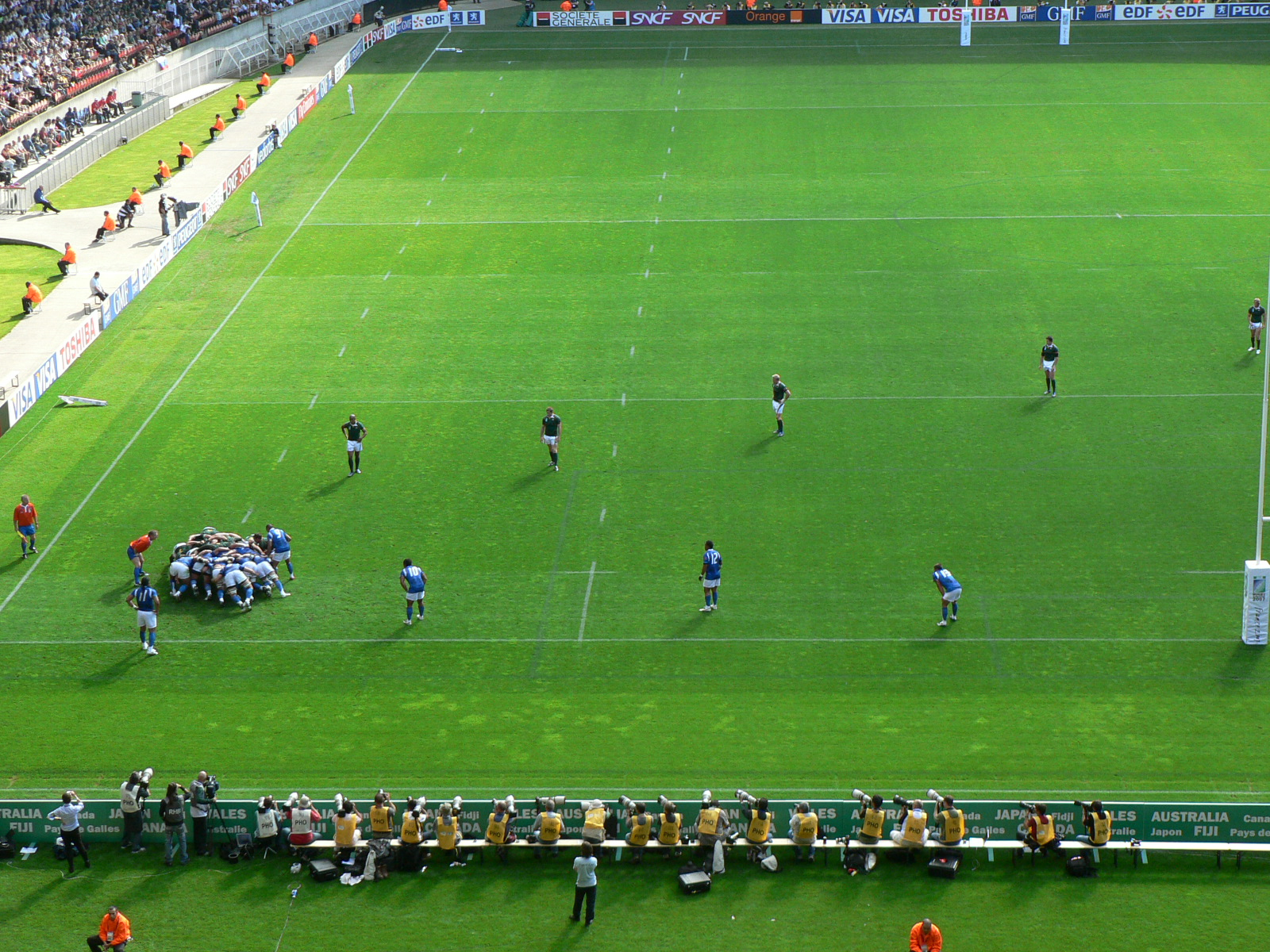
Die Stürmer sind im Gedränge gebunden, während die Spieler der Hintermannschaft über das Feld positioniert sind

| 1 Linker Pfeiler           |                         | 2 Hakler       |                         | 3 Rechter Pfeiler          |                             |                             |
|                            | 4 Zweite- Reihe-Stürmer |                | 5 Zweite- Reihe-Stürmer |                            |                             |                             |
| 6 Linker Flügelstürmer     |                         | 8 Nummer Acht  |                         | 7 Rechter Flügelstürmer    |                             |                             |
|                            |                         |                |                         |                            |                             |                             |
|                            |                         | 9 Gedrängehalb |                         |                            |                             |                             |
|                            |                         |                | 10 Verbindungshalb      |                            |                             |                             |
|                            |                         |                |                         | 12 Erster Innendreiviertel |                             |                             |
|                            |                         |                |                         |                            | 13 Zweiter Innendreiviertel |                             |
| 11 Linker Außendreiviertel |                         |                |                         |                            |                             | 14 Rechter Außendreiviertel |
|                            |                         |                | 15 Schlussmann          |                            |                             |                             |

### Stürmer
Die Hauptaufgabe der Stürmer (forwards) besteht darin, den Ball zu erobern und zu halten. Sie spielen eine wichtige Rolle beim Tackling von Gegenspielern und im offenen Gedränge (ruck). Die Spieler auf diesen Positionen sind in der Regel größer und stärker als die übrigen; sie nehmen am Gedränge (scrum) und an der Gasse (line-out) teil. Oft werden sie als pack bezeichnet, vor allem in der Gedrängeformation.
Die vordere Stürmerreihe (front row) besteht aus zwei Pfeilern (props) und dem Hakler (hooker). Die Aufgabe der Pfeiler ist es, die Mitspieler im Gedränge und in der Gasse zu unterstützen sowie im offenen Gedränge für Kraft und Vorwärtsbewegung zu sorgen. Der Hakler nimmt eine Schlüsselposition im Angriffs- und Verteidigungsspiel ein; er ist für den Ballgewinn im Gedränge verantwortlich und wirft den Ball in die Gasse. Die zweite Stürmerreihe (second row) besteht aus zwei Zweite-Reihe-Stürmern (locks), den größten Spielern der Mannschaft. Ihre Hauptaufgabe besteht darin, beim Gasseneinwurf einen Sprung aus dem Stand zu machen – oft unterstützt von den anderen Stürmern –, um entweder den geworfenen Ball zu fangen oder dafür zu sorgen, dass er auf der eigenen Seite landet. Sie spielen auch eine wichtige Rolle im Gedränge, indem sie sich direkt hinter der ersten Stürmerreihe einreihen und für zusätzlichen Vorwärtsdrang sorgen.
Die hintere Stürmerreihe (back row) besteht aus zwei Flügelstürmern (flankers) und der Nummer 8 (number eight). Die Flügelpositionen bilden die dritte Reihe im Gedränge und sind normalerweise die beweglichsten Stürmer im Spiel. Ihre Hauptaufgabe ist die Eroberung des Ballbesitzes. Die Nummer 8 steht zwischen den beiden Flügelstürmern am Ende des Gedränges. Seine Rolle ist es, den Ball zu kontrollieren, nachdem er vom vorderen Teil des packs zurückgeworfen wurde, und er stellt während der Angriffsphasen eine Verbindung zwischen den Stürmern und den Verteidigern her.

### Hintermannschaft
Die Aufgabe der Hintermannschaft (backs) besteht darin, Chancen für das Erzielen von Punkten zu schaffen und auszunutzen. Sie sind im Allgemeinen kleiner, schneller und wendiger als die Stürmer. Ebenso werden von ihnen bessere Fähigkeiten beim Kicken und der Handhabung des Balls erwartet.
Zu den Halbspielern (half-backs) gehören der Gedrängehalb (scrum-half) und der Verbindungshalb (fly-half). Als Bindeglied zwischen Stürmern und Hintermannschaft steht der Gedrängehalb oft im Zentrum des Spielgeschehens. Er bildet meist die erste Verteidigungslinie und steht hinter jedem Gedränge, um den Ball aus der Gefahrenzone herauszubringen. Der Verbindungshalb ist entscheidend für die Umsetzung der Spieltaktik der Mannschaft und gilt als dessen zentrale Schaltstelle. Er muss entschlossen handeln können und Führungsqualitäten besitzen. Viele Spieler auf dieser Position führen auch die Frei- und Straftritte durch.
In der Dreiviertelreihe (three-quarter line) gibt es vier Spieler. Die Innendreiviertel (centres) versuchen, die angreifenden Spieler aufzuhalten, während sie im Angriff ihre Schnelligkeit und Stärke einsetzen, um die gegnerische Verteidigung zu durchbrechen. Die Außendreiviertel (wings) halten sich in der Regel an der Außenseite der Abwehrreihe auf. Sie sind üblicherweise diejenigen Spieler, die Spielzüge abschließen und Versuche erzielen. Meist sind sie die schnellsten Spieler der Mannschaft und können deswegen Tacklings ausweichen. Der Schlussmann (full-back) steht einige Meter hinter der Abwehrreihe. Er fängt gegnerische Kicks ab und leitet häufig Gegenangriffe ein. Zu seinen wichtigsten Eigenschaften gehören verlässliche Fangfähigkeiten und zielsicheres Kicken.

## Spielregeln

### Spielfeld

Diagramm eines Rugby-Spielfelds mit Markierungen und Entfernungen (in Metern)

Die Spielanlage (playing enclosure) besteht aus der eigentlichen Spielfläche (field of play), den an beiden Enden anschließenden Malfeldern (in-goal) und dem Perimeterbereich (perimeter area). Spielfläche und Malfelder zusammen ergeben das Spielfeld (playing area). Eine typische Spielfläche ist 100 m lang und 70 m breit. Je nach den spezifischen Anforderungen des Geländes kann die Länge auch nur 94 m und die Breite nur 68 m betragen. Durch diese Flexibilität ist es beispielsweise möglich, auch Stadien zu nutzen, in denen auch Fußball oder Rugby League gespielt wird.
Die Spielfläche wird durch eine durchgezogene Mittellinie (halfway line) geteilt, die senkrecht zu den Seitenauslinien (touch lines) gezogen wird. Eine 50 cm lange Linie wird senkrecht zur Mittellinie gezogen und kennzeichnet den Bereich, in dem die Abstöße ausgeführt werden. Die Bereiche zwischen der Mallinie (goal line) und der Mittellinie sind die Spielfeldhälften. Außerdem werden zwei durchgezogene Linien senkrecht zu den Seitenauslinien gezogen, die 22 Meter von jedem Ende des Spielfelds entfernt sind und als 22-Meter-Linien bezeichnet werden. An beiden Enden der Spielfläche befindet sich ein Bereich, der von den Seitenauslinien, der Mallinie und der 22-Meter-Linie begrenzt wird, diese aber nicht einschließt.
In beiden Hälften werden zusätzliche unterbrochene Linien von fünf Metern Länge gezogen, die jeweils einen bestimmten Zweck erfüllen:
- 10-Meter-Linien: Gestrichelte Linien zehn Meter beidseits der Mittellinie und parallel zu dieser geben die Mindestentfernung an, die eine Mannschaft zwischen sich und der anderen, die einen Antritt oder Wiederantritt ausführt, einhalten muss.[7]
- 5-Meter-Linien: Gestrichelte Linien, die fünf Meter ins Spielfeld hineinreichen und parallel zur Mallinie verlaufen. Ein Gedränge oder Seiteneinwurf darf nicht näher als bis zu einer solchen Linie in Richtung Mallinie heranrücken.[8]
- 15-Meter-Linien: Gestrichelte Linien 15 Meter beidseits der Mittellinie und parallel zu dieser kennzeichnen zusammen mit den 5-Meter-Linien jenen Bereich, in dem sich die Spieler beim Ausführen einer Gasse aufstellen müssen.[9]
- Zusätzlich wird der Bereich zwischen den beiden senkrechten 5-Meter-Linien (d. h. fünf Meter von jeder Seitenlinie und fünf Meter von jeder Mallinie) als Gedrängezone (scrum zone) bezeichnet. Wenn eine strafwürdige Aktion außerhalb dieser Zone geschieht und die nicht regelverletzende Mannschaft ein Gedränge durchführen möchte, ordnet der Schiedsrichter eine Verschiebung des Gedränges in die Zone an.[10][11]

Anders als im Fußball, wo Werbung auf dem Spielfeld streng verboten ist, ist es gestattet, Sponsorenlogos auf den Rasen zu malen, was die Vereine, Profiligen und Turniere als zusätzliche Möglichkeit für Werbeeinnahmen nutzen. Immer häufiger kommt bei Fernsehübertragungen auch die Augmented-Reality-Technologie als Ersatz für die Bemalung zum Einsatz, um den Rasenbelag zu schonen, die Kosten für die Bemalung zu sparen oder Farbflecken auf den Trikots und der Haut der Spieler zu vermeiden.

### Malfeld und Perimeterbereich
Die Malfelder befinden sich hinter den Mallinien und entsprechen den Endzonen im American Football. Sie müssen zwischen 6 und 22 m tief sein und die gesamte Breite der Spielfläche abdecken. Ein Ball, den ein angreifender Spieler in diesem Bereich kontrolliert ablegt, wird als Versuch gewertet, es sei denn, es liegt ein vorheriger Regelverstoß vor oder der Spieler hat die Spielfläche verlassen, während er in Ballbesitz war.
Der Perimeterbereich, der die Spielfläche und die Malfelder umgibt, gilt als Aus (touch). Wenn der Ball oder ein Spieler das Seitenaus berührt, wird dem Gegner an jener Stelle bzw. mindestens fünf Meter vom Malfeld entfernt entlang der Seitenauslinie, an der er das Spielfeld verlassen hat, eine Gasse zugesprochen. Eine Ausnahme besteht, wenn der Ball zuerst nicht von der Spielfläche abprallte, bevor er ins Seitenaus ging. In diesem Fall findet die Gasse zwar ebenfalls an der Seitenauslinie statt, aber parallel zu jener Stelle, wo der Ball gekickt wurde. Der Perimeterbereich sollte mindestens fünf Meter von der Spielfläche entfernt frei von Hindernissen und schweren, festen Gegenständen sein, die eine Gefahr für die Spieler darstellen könnten.

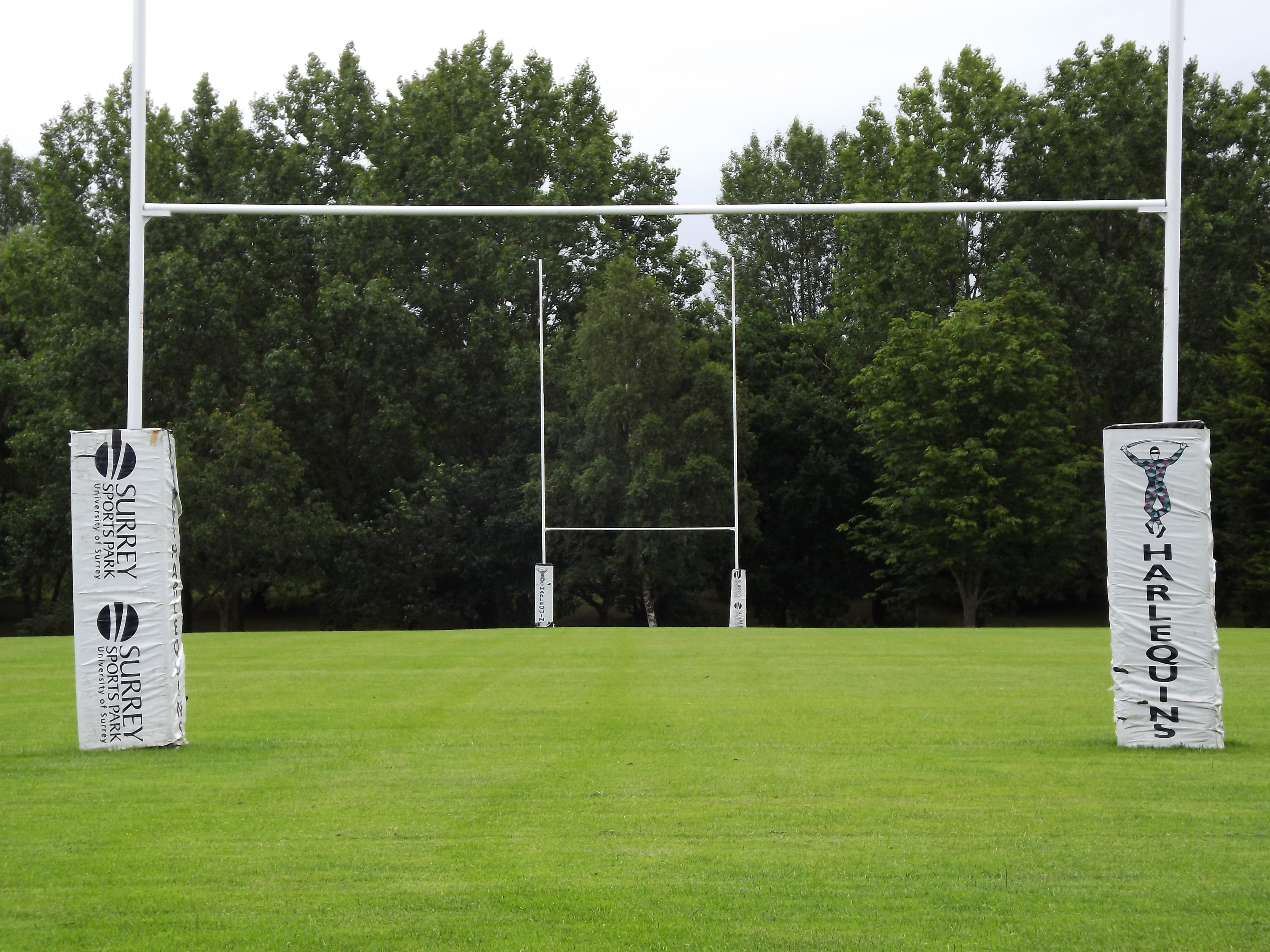
Torpfosten mit Polsterung

Im Perimeterbereich stehen ausschließlich 14 Kunststoffpfosten mit einer Mindesthöhe von 1,2 m. Sie markieren die Schnittpunkte bestimmter Linien oder andere festgelegte Entfernungen. Die Pfosten (manchmal mit einer Fahne obenauf) stehen auf einem gefederten oder anderweitig weichen Sockel und sind mit Schaumstoff gepolstert.

### Torpfosten
Die Torpfosten sind H-förmig angeordnet und befinden sich in der Mitte der Mallinien an beiden Enden der Spielfläche. Sie umfassen zwei senkrechte Pfosten, die aus Stahl oder einem anderen Metall, manchmal aber auch aus Holz oder Kunststoff gefertigt sind, einen Abstand von 5,6 m zueinander haben und durch eine waagrechte Querlatte drei Meter über dem Boden verbunden sind. Die Mindesthöhe der Pfosten beträgt 3,4 m (wobei deutlich höhere üblich sind). Die unteren Enden der Pfosten sind oft mit speziell angefertigten Polstern versehen, um die Spieler bei einem Aufprall vor Verletzungen zu schützen.

### Erzielen von Punkten

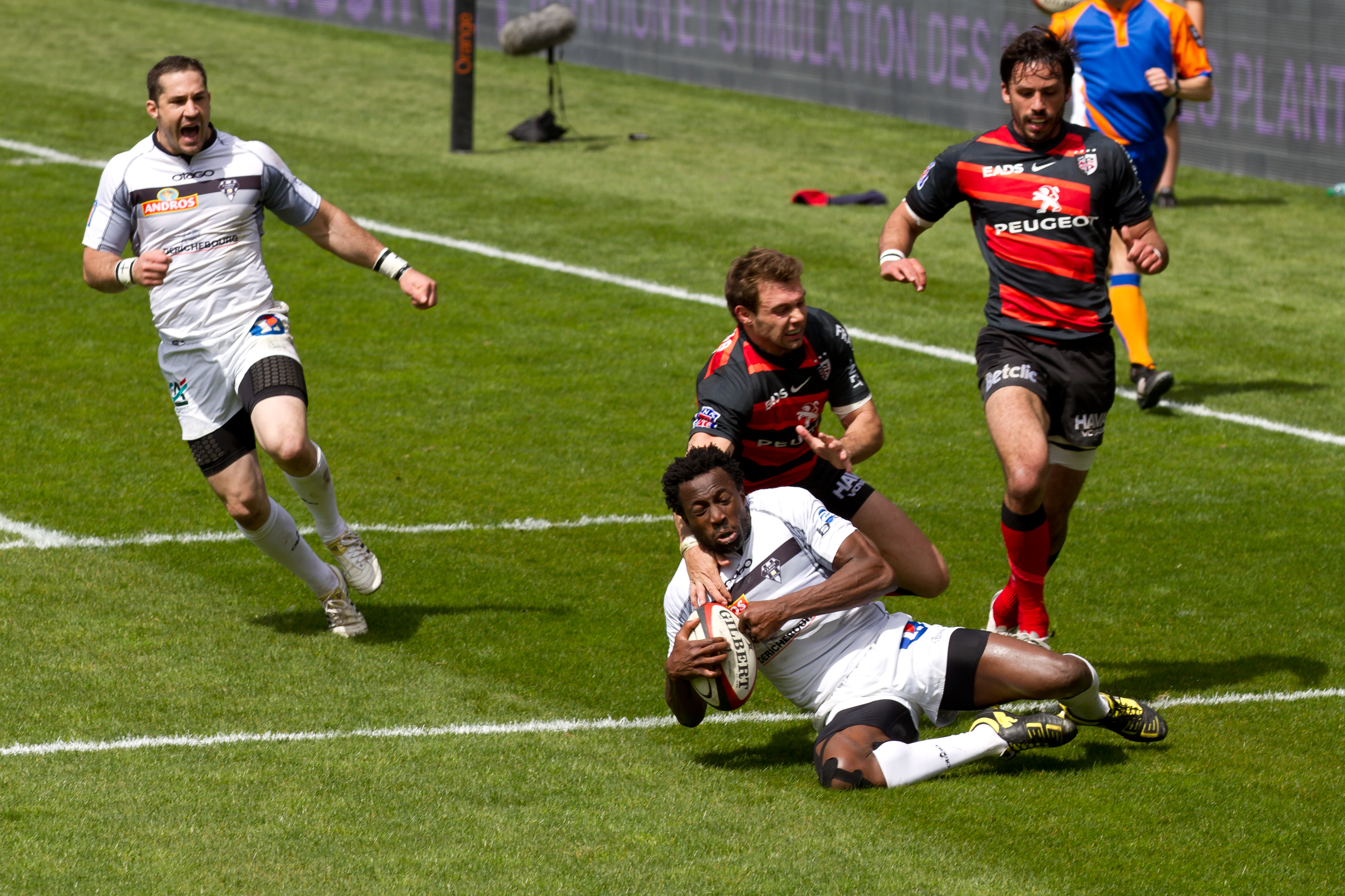
Erzielen eines Versuchs

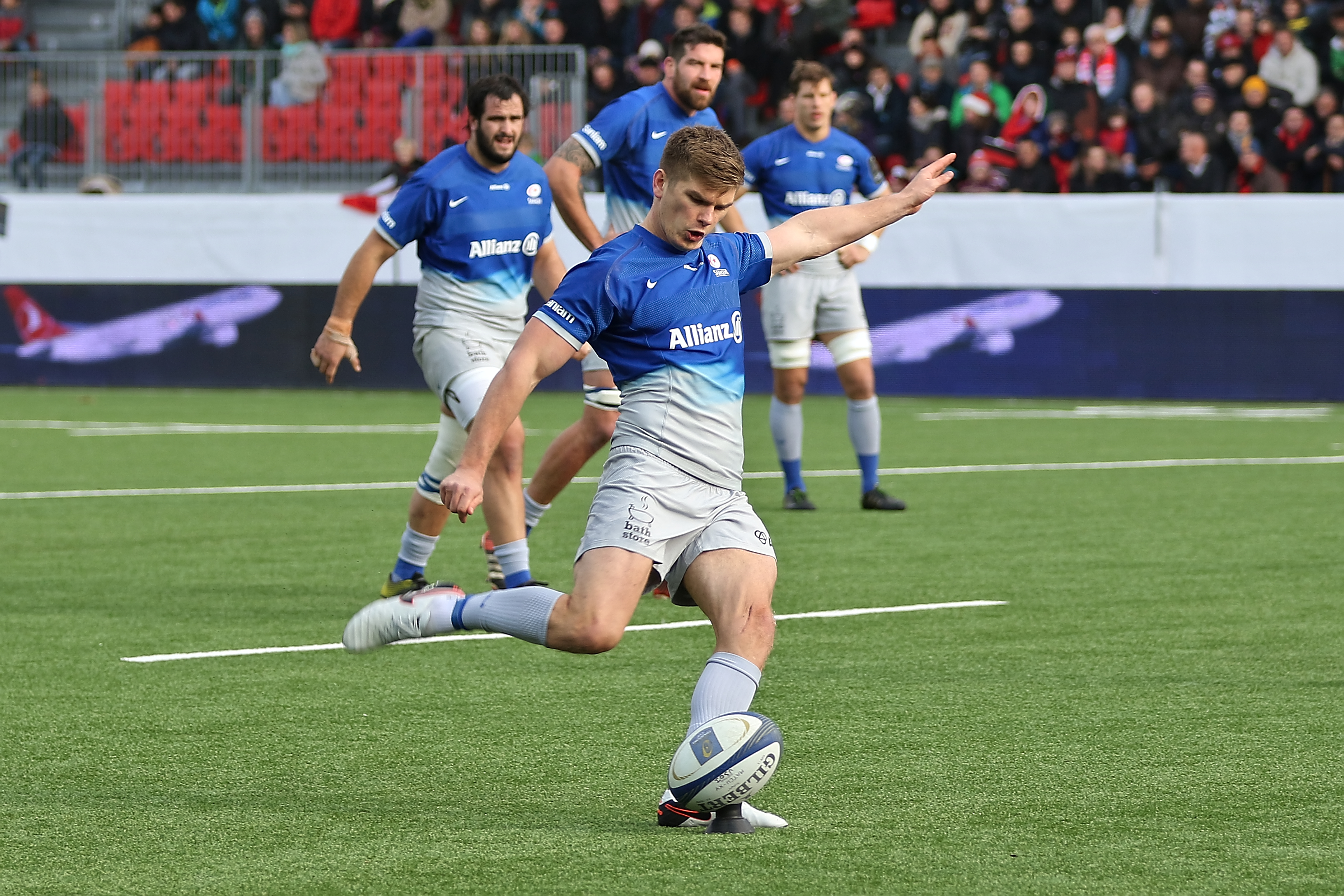
Ausführen eines Straftritts

Punkte können durch einen Versuch (try), eine anschließende Erhöhung (conversion), einen Straftritt (penalty kick) oder ein Dropgoal erzielt werden. Die dabei erhaltene Anzahl Punkte wurde im Laufe der Jahrzehnte mehrmals geändert, zuletzt 1992. Dabei nahm die Wichtigkeit der Versuche im Vergleich zu anderen Möglichkeiten des Erzielens von Punkten laufend zu (siehe Änderungen am Wertungssystem).
Ein Versuch wird erzielt, indem der Ball im gegnerischen Malfeld (auf oder hinter der Mallinie) zu Boden gebracht wird. Der ausführende Spieler muss den Ball zwingend in seinen Händen halten, wenn er diesen kontrolliert auf den Boden legt (es reicht auch eine Hand). Den Ball auf den Boden zu werfen, genügt hingegen nicht und wird nicht gewertet. Weiterhin kann ein Versuch durch ein Handauf auf einen bereits im Malfeld befindlicher Ball erzielt werden. Wenn der Schiedsrichter glaubt, dass ein Versuch durch ein Fehlverhalten der verteidigenden Mannschaft verhindert wurde, kann er der angreifenden Mannschaft einen Strafversuch gewähren. Bei einem erfolgreich ausgeführten Versuch werden fünf Punkte gutgeschrieben. Legt ein Spieler den Ball im eigenen Malfeld ab, wird er „tot gemacht“ (neutralisiert) und die gegnerische Mannschaft erhält keine Punkte. Es gibt also kein „Eigentor“.
Eine Erhöhung bringt zwei zusätzliche Punkte und kann nach einem erfolgreichen Versuch angestrebt werden. Dafür muss der Ball zwischen die beiden Pfosten und über die Querlatte des Tors gekickt werden. Der Kick erfolgt parallel zur Seitenauslinie von einem beliebigen Punkt im Spielfeld aus, der auf der Höhe jener Stelle liegt, wo der Versuch gelegt wurde. Dies geschieht in der Regel durch einen platzierten Kick vom Boden aus. Der ausführende Spieler hat dafür maximal 90 Sekunden Zeit. Drei Punkte gibt es bei einem Dropgoal zu den Stangen aus dem Spiel heraus. Schließlich kann der Schiedsrichter bei einem Regelverstoß einen Straftritt aussprechen. Die begünstigte Mannschaft kann den Ball dann entweder ins Seitenaus kicken, um einen Raumgewinn zu erzielen oder versuchen, mit einem platzierten Kick drei Punkte zu erzielen. Soll der Ball platziert gekickt werden, wird er leicht schräg auf ein Plastikhütchen (tee) gesetzt, um ihn stabil zu halten.

### Spielablauf
Die Spiele sind in zwei Halbzeiten von je 40 Minuten unterteilt, mit einer Pause von 15 Minuten dazwischen. Nach der Halbzeitpause wechseln die Mannschaften die Seiten. Unterbrechungen zur Pflege von Verletzungen oder um dem Schiedsrichter die Möglichkeit zu geben, disziplinarische Maßnahmen zu ergreifen, zählen nicht zur Spielzeit, so dass die verstrichene Zeit in der Regel mehr als 80 Minuten beträgt. Der Schiedsrichter ist für die Zeitmessung verantwortlich, wird aber insbesondere bei vielen Profiturnieren von einem offiziellen Zeitnehmer unterstützt. Läuft die Zeit ab, während der Ball noch im Spiel ist, wird das Spiel so lange fortgesetzt, bis der Ball „tot“ ist (d. h. es kommt zu einer Situation, bei der ein Spielzug ansonsten neu angesetzt würde). Dies geschieht durch das Erzielen von Punkten, einen technischen Fehler oder durch das absichtliche Kicken des Balls ins Aus. Erst dann pfeift der Schiedsrichter die Halbzeit oder die reguläre Spielzeit ab. Gibt er jedoch einen Straf- oder Freitritt, wird das Spiel fortgesetzt.
Zu Beginn des Spiels führen die Mannschaftskapitäne und der Schiedsrichter einen Münzwurf durch, um zu bestimmen, wer den Antritt ausführt. Das Spiel beginnt mit einem Dropkick, bei dem die Spieler dem Ball in die gegnerische Hälfte nachjagen, während die andere Mannschaft versucht, diesen zu erobern und weiterzuspielen. Bei einem Dropkick muss der Ball vor der Berührung mit dem Fuß vom Boden abprallen. Erreicht der Ball nicht die 10-Meter-Linie, hat die gegnerische Mannschaft zwei Möglichkeiten: Eine Wiederholung des Antritts oder ein Gedränge im Zentrum der Mittellinie. In den K.-o.-Phasen verschiedener Wettbewerbe werden zwei Verlängerungen von je zehn Minuten gespielt (mit einer Pause von fünf Minuten dazwischen), falls das Ergebnis nach der vollen Spieldauer unentschieden ist. Steht es nach 100 Minuten noch immer unentschieden, sehen die Regeln eine 20-minütige Verlängerung mit Sudden Death vor. Werden in der Verlängerung keine Punkte erzielt, wird der Sieger durch ein Straftrittschießen ermittelt.

### Passspiel und Kicken

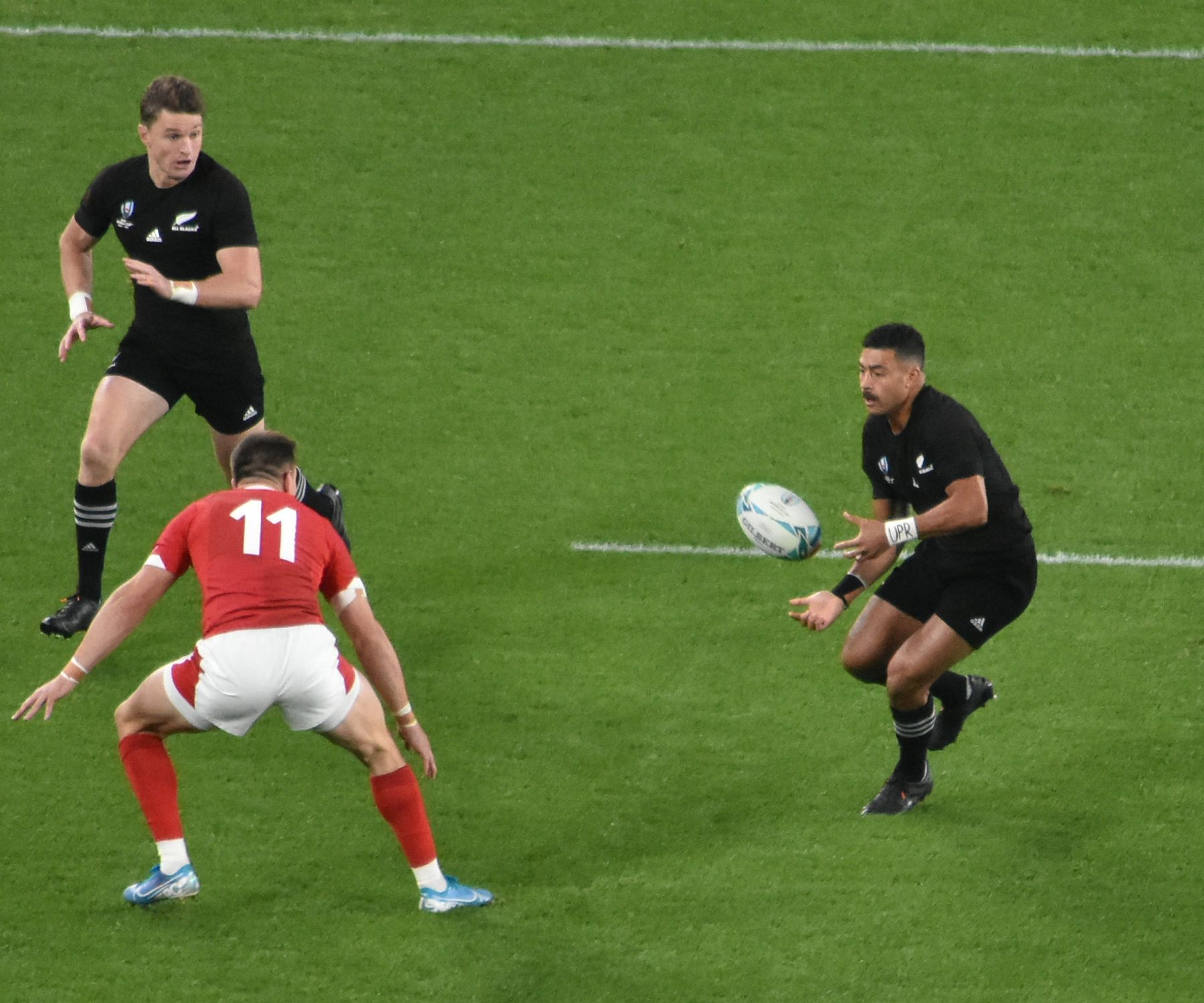
Passspiel

Der Ball darf nur seitwärts oder rückwärts gepasst werden, das Vorwärtspassen ist nicht erlaubt. Der Ball kann auf drei Arten vorwärts bewegt werden: Durch Kicken, durch einen mit dem Ball in der Hand laufenden Spieler oder in einem Gedränge bzw. Paket (maul). Nur der Spieler im Ballbesitz darf angegriffen oder umgerannt werden. Verursacht ein Spieler eine unerlaubte Vorwärtsbewegung des Balls (knock-on), wird das Spiel an der entsprechenden Stelle mit einem Gedränge fortgesetzt. Dies gilt auch, wenn die Aktion unbeabsichtigt war, beispielsweise durch Abprallen am Körper.
Jeder Spieler darf den Ball nach vorne kicken, um einen Raumgewinn zu ermöglichen. Wenn ein Spieler irgendwo im Spielfeld den Ball indirekt ins Seitenaus befördert (into touch), indem der Ball zuerst auf der Spielfläche aufspringt, wird der Einwurf dort ausgeführt, wo der Ball ins Aus gegangen ist. Kickt der Spieler den Ball innerhalb der eigenen 22-Meter-Linie direkt ins Aus (ohne vorheriges Aufspringen auf dem Spielfeld), wird der Einwurf von der gegnerischen Mannschaft an jener Stelle ausgeführt, wo der Ball ins Aus ging. Wird der Ball jedoch von einem Spieler außerhalb der eigenen 22-Meter-Linie direkt ins Aus befördert, geschieht der Einwurf auf der Höhe jener Stelle, wo der Kick ausgeführt wurde.

### Abfangen des Balls
Das Ziel der verteidigenden Mannschaft ist es, den ballführenden Spieler zu stoppen, indem sie ihn entweder zu Boden bringt (Tackling, häufig gefolgt von einem offenen Gedränge) oder um den Ballbesitz kämpft, während der Ballträger auf den Beinen ist. Ein solcher Vorgang wird als breakdown bezeichnet und unterliegt jeweils einer besonderen Regel.
Ein Spieler darf einen gegnerischen Spieler im Ballbesitz angreifen, indem er ihn festhält, während er ihn zu Boden bringt. Der Tackler darf nicht oberhalb der Schulter angreifen (Hals und Kopf sind verbotene Bereiche), und er muss versuchen, seine Arme um den angegriffenen Spieler zu schlingen, um das Tackling abzuschließen. Es ist verboten, einen Spieler mit den Füßen oder Beinen zum Stolpern zu bringen, aber die Hände dürfen benutzt werden (dies wird als tap-tackle oder ankle-tap bezeichnet). Tackler dürfen einen Gegner, der in die Höhe gesprungen ist, um einen Ball zu fangen, nicht angreifen, bevor er gelandet ist. Ein zu Boden gegangener Spieler darf den Ball nicht festhalten und muss ihn zwingend freigeben, damit er von einem anderen Spieler seiner Mannschaft aufgehoben werden kann. Ein Paket (maul) entsteht, wenn ein ballführender Spieler mit einem Gegner in Kontakt gekommen ist, der Ballführende aber auf den Beinen bleibt. Sobald sich eine beliebige Kombination von mindestens drei Spielern gefunden hat, bildet sich ein Paket. Ein offenes Gedränge (ruck) ähnelt dem Paket, aber in diesem Fall ist der Ball zu Boden gegangen und mindestens drei angreifende Spieler haben sich am Boden gebunden, um den Ball zu sichern. Zwischen der eigenen 22-Meter-Linie und der Mallinie kann ein Spieler, der einen von der gegnerischen Mannschaft getretenen Ball aus der Luft fängt, ohne dass dieser nach dem Tritt den Boden berührt hat, einen Freitritt für seine eigene Mannschaft fordern, indem er Mark! (markieren!) ruft.

### Standardsituationen

#### Gasse (Einwurf)

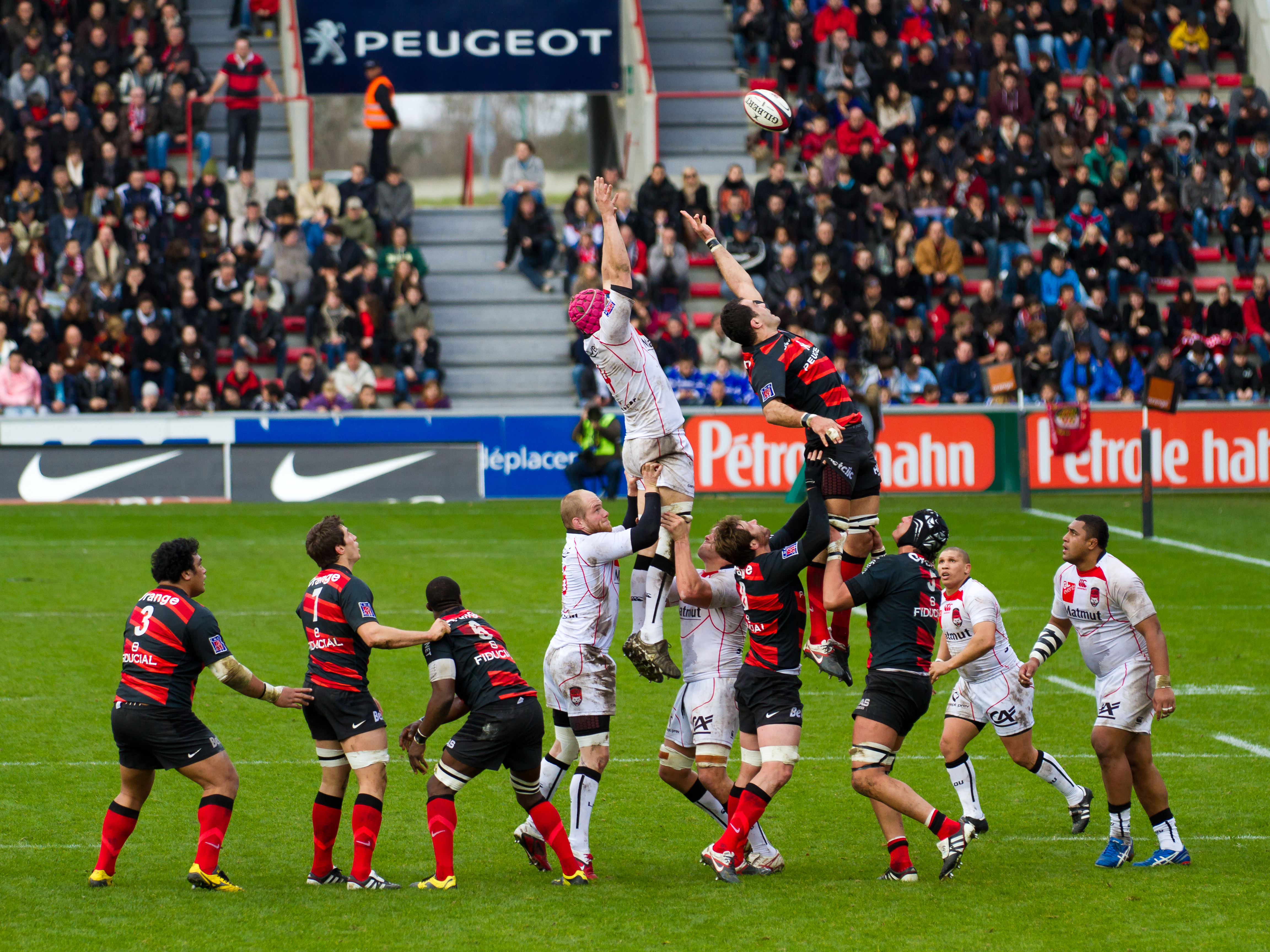
Gasse

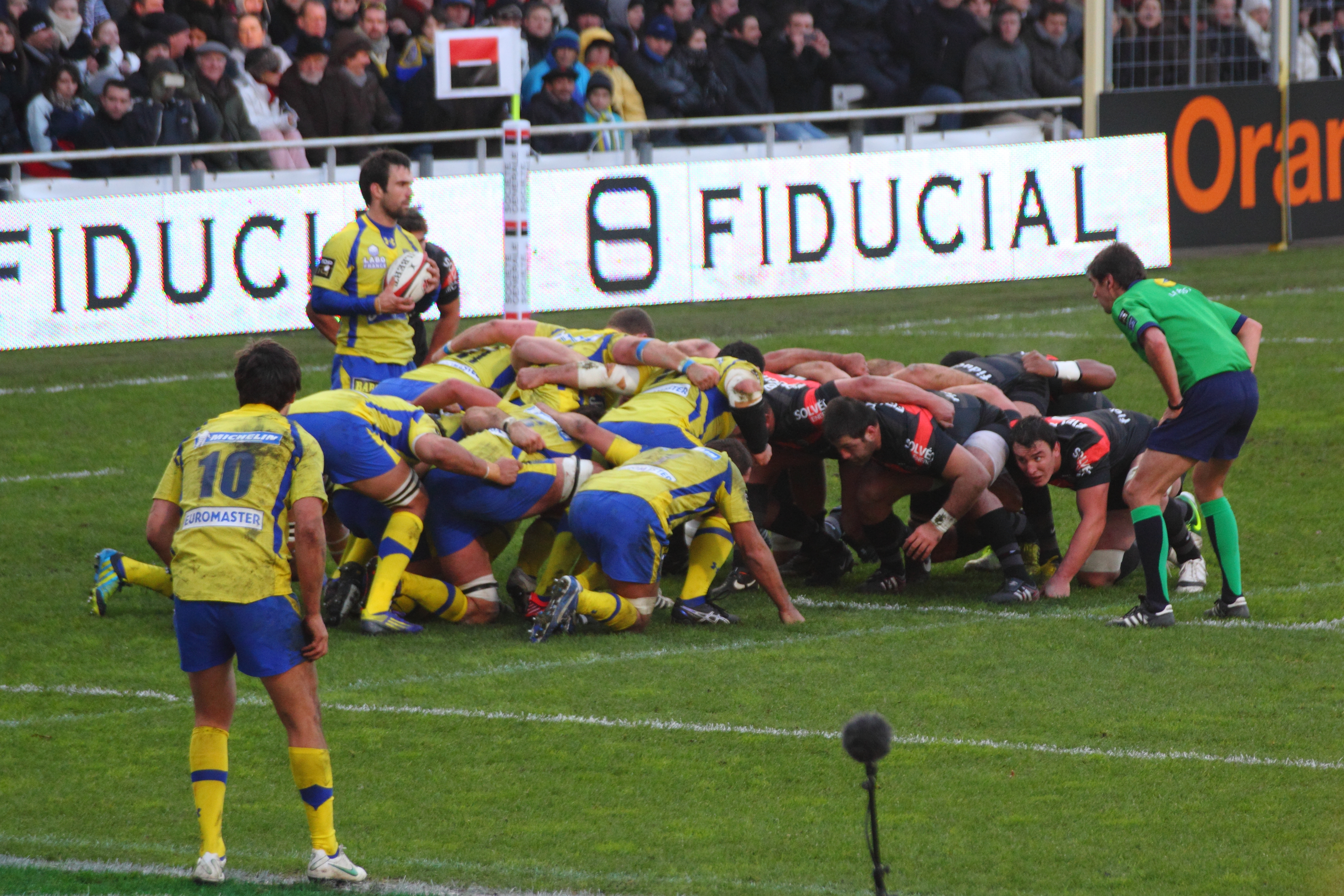
Gedränge

Wenn der Ball ins Seitenaus gerät, ordnet der Schiedsrichter eine Gasse (line-out) gegen die Mannschaft an, die den Ball zuletzt berührt hat. Die Stürmer beider Mannschaften stellen sich im Abstand von einem Meter in einer Reihe auf, senkrecht zur Seitenauslinie sowie zwischen 5 und 15 Meter davon entfernt. Der Ball wird von der Seitenauslinie in die „Gasse“ zwischen den aufgereihten Stürmern geworfen und zwar von einem Spieler jener Mannschaft, die den Ball nicht ins Aus gespielt hat. Eine Ausnahme bildet der Fall, dass der Ball durch einen Straftritt ins Aus gegangen ist. Hier wirft die Mannschaft, die der Straftritt zugesprochen wurde, den Ball ein.
Beide Mannschaften versuchen den Ball zu erobern, und die Spieler dürfen zu diesem Zweck einen Mitspieler hochheben. Ein springender Spieler darf erst angegriffen werden, wenn er wieder steht. Dabei ist nur ein Kontakt von Schulter zu Schulter erlaubt; ein absichtlicher Verstoß gegen diese Regel gilt als gefährliches Spiel und führt zu einem Straftritt.

#### Gedränge
Ein Gedränge (scrum) ist eine Möglichkeit, das Spiel nach einem geringfügigen Verstoß sicher und fair fortzusetzen. Es wird gewährt, wenn der Ball nach vorne geschlagen oder gepasst wurde, wenn ein Spieler den Ball über seine eigene Mallinie bringt und ablegt, wenn ein Spieler im Abseits (offside) steht oder wenn der Ball in einem offenen Gedränge oder Paket gefangen ist und keine realistische Chance besteht, ihn zurückzubekommen. Eine Mannschaft kann sich auch für ein Gedränge entscheiden, wenn ihr ein Straftritt zugesprochen wird.
Ein Gedränge wird gebildet, indem die acht Stürmer jeder Mannschaft in die Hocke gehen und sich in drei Reihen zusammenschließen, bevor sie sich mit der gegnerischen Mannschaft verzahnen. Die erste Reihe besteht aus zwei Pfeilern beidseits des Haklers. Die zweite Reihe besteht aus je zwei Zweite-Reihe-Stürmen und Flügelstürmen. Zuhinterst steht die Nummer 8. Diese Aufstellung wird als 3-4-1-Formation bezeichnet.
Sobald sich ein Gedränge gebildet hat, wirft der Gedrängehalb jener Mannschaft, der das Zuspiel zugesprochen wurde, den Ball in die Lücke zwischen den beiden vorderen Reihen, den so genannten „Tunnel“. Die beiden Hakler kämpfen dann um den Ballbesitz, indem sie den Ball mit den Füßen nach hinten hakeln, während beide Teams versuchen, den Gegner nach hinten zu drängen, um den Ball zu erobern. Die Mannschaft, die in Ballbesitz gelangt, kann entweder den Ball unter ihren Füßen behalten und die gegnerische Mannschaft weiter zurückdrängen, um Raumgewinn zu erzielen, oder den Ball in den hinteren Teil des Gedränges bringen, wo er von der Nummer 8 oder dem Gedrängehalb aufgenommen wird.

### Spieloffizielle und Regelverstöße

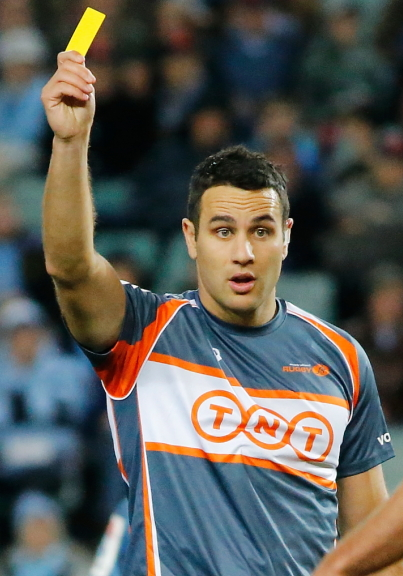
Ein Schiedsrichter spricht eine 10-Minuten-Zeitstrafe aus

Es gibt drei Spieloffizielle, den Schiedsrichter (referee) auf der Spielfläche und zwei Assistenten an den Seitenauslinien. Letztere hatten früher in erster Linie die Aufgabe, anzuzeigen, wenn der Ball ins Aus ging. Von daher stammt ihre Bezeichnung touch judge. Ihre Rolle ist erweitert worden und sie unterstützen den Schiedsrichter in verschiedenen Bereichen, beispielsweise beim Anzeigen von Fouls und Abseitspositionen. Von den Spielern wird erwartet, dass sie die Entscheidungen des Schiedsrichters mit Respekt hinnehmen. Unhöflichkeit, Widerspruch und Rudelbildung, wie sie in anderen Sportarten vorkommen, sind verpönt und werden konsequent mit Strafen geahndet, bis hin zum Spielausschluss. Nur der Mannschaftskapitän darf den Schiedsrichter ansprechen; der Schiedsrichter kann ihm die Art des Regelverstoßes erklären, ist aber nicht dazu verpflichtet. Insbesondere beim Gedränge und beim Paket achtet der Schiedsrichter auf die korrekte Ausführung und gibt den Spielern entsprechende Anweisungen. Bei Spielen in hochklassigen Wettbewerben wird häufig ein zusätzlicher Videoschiedsrichter (television match official oder kurz TMO) eingesetzt, der mit dem Schiedsrichter über Funk verbunden ist. Er kann ihn bei umstrittenen Szenen in der Entscheidungsfindung unterstützen oder ihn auf begangene Fouls hinweisen. Die Schiedsrichter und Assistenten verwenden ein System von Handzeichen, um ihre Entscheidungen anzuzeigen.
Zu den üblichen Fouls gehören das Angreifen oberhalb der Schultern, das Zusammenbrechen eines Gedränges, eines offenen Gedränges oder eines Pakets, das Nichtfreigeben des Balls, wenn er am Boden liegt, oder ein Abseits. Die Mannschaft, die kein Foulspiel begangen hat, besitzt mehrere Möglichkeiten, wenn sie einen Straftritt zugesprochen erhält: Einen kurzen Abstoß, bei dem der Ball aus sehr kurzer Entfernung aus der Hand gekickt wird, so dass der Schütze den Ball wieder aufnehmen und mit ihm laufen kann; einen weiten Kick, um Raumgewinn zu erzielen; einen platzierten Kick, bei dem der Schütze versucht, ein Tor zu erzielen; oder ein Gedränge. Bei wiederholten Fouls und Regelverstößen kann ein Spieler vom Rest des Spiels ausgeschlossen (rote Karte) oder für zehn Minuten des Feldes verwiesen werden (gelbe Karte).
Gelegentlich werden Regelverstöße während des Spiels vom Schiedsrichter, seinen Assistenten oder dem TMO nicht bemerkt. Spieler können dann nachträglich durch einen unabhängigen, vom Veranstalter ernannten Kommissär „zitiert“ und mit Strafen belegt werden – bis hin zu mehrwöchigen Sperren.

### Ersetzungen und Auswechslungen
Während des Spiels können Spieler ersetzt (bei Verletzungen) oder ausgewechselt werden (aus taktischen Gründen). Ein ausgewechselter Spieler darf nur dann wieder am Spiel teilnehmen, wenn er vorübergehend ausgewechselt wurde, um eine Blutung zu stillen. Ein ausgewechselter Spieler darf vorübergehend zurückkehren, um einen Spieler zu ersetzen, der eine blutende Wunde oder eine Gehirnerschütterung erlitten hat, oder dauerhaft, wenn er einen Stürmer der ersten Reihe ersetzt. Bei internationalen Spielen sind acht Auswechselspieler erlaubt; ansonsten bestimmt der Veranstalter die Anzahl der Auswechselspieler nach freiem Ermessen (möglich sind bis zu acht). Von diesen müssen drei ausreichend ausgebildet und erfahren sein, um die drei Positionen in der ersten Reihe zu besetzen.

## Ausrüstung

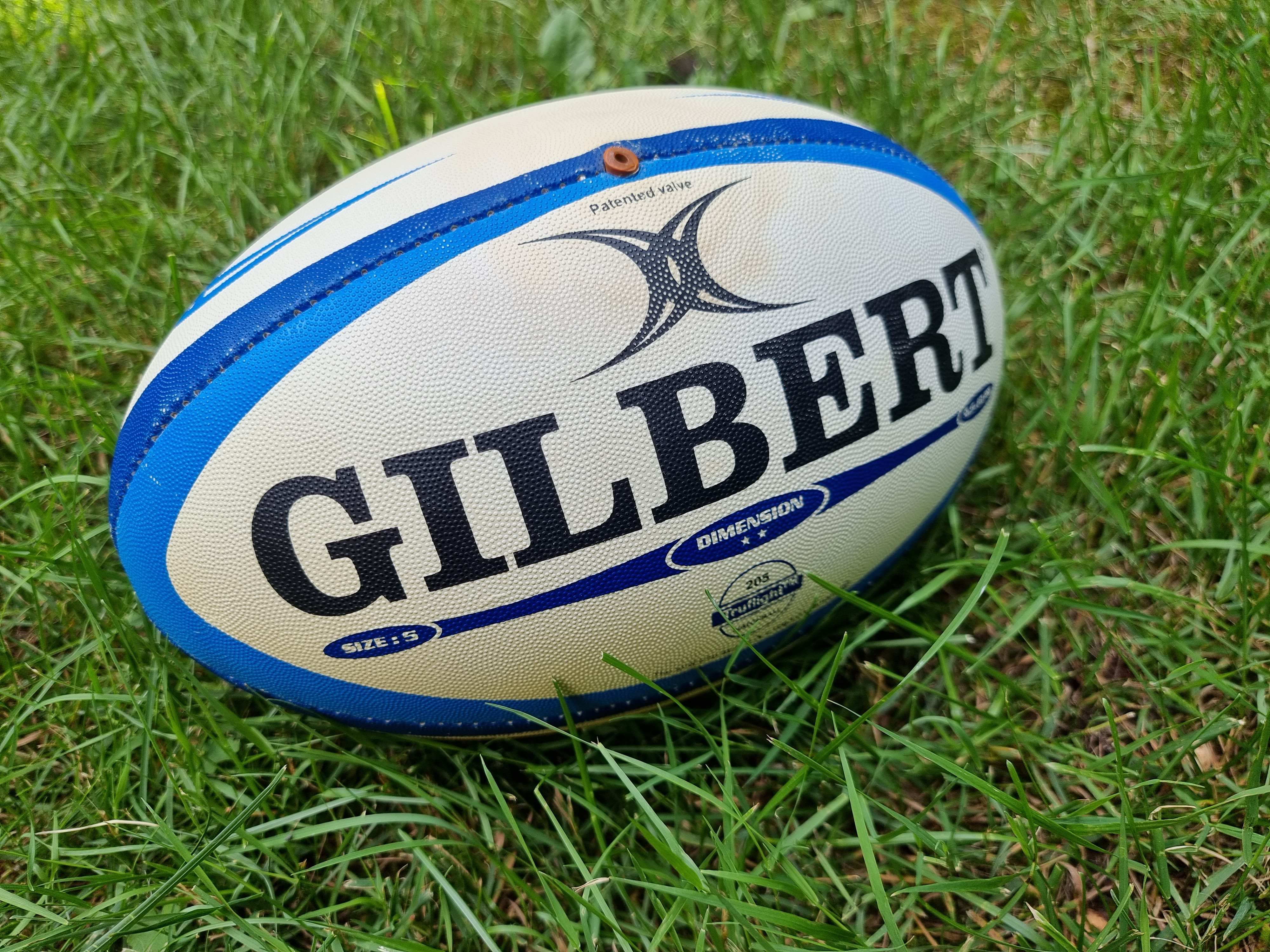
Moderner Rugbyball

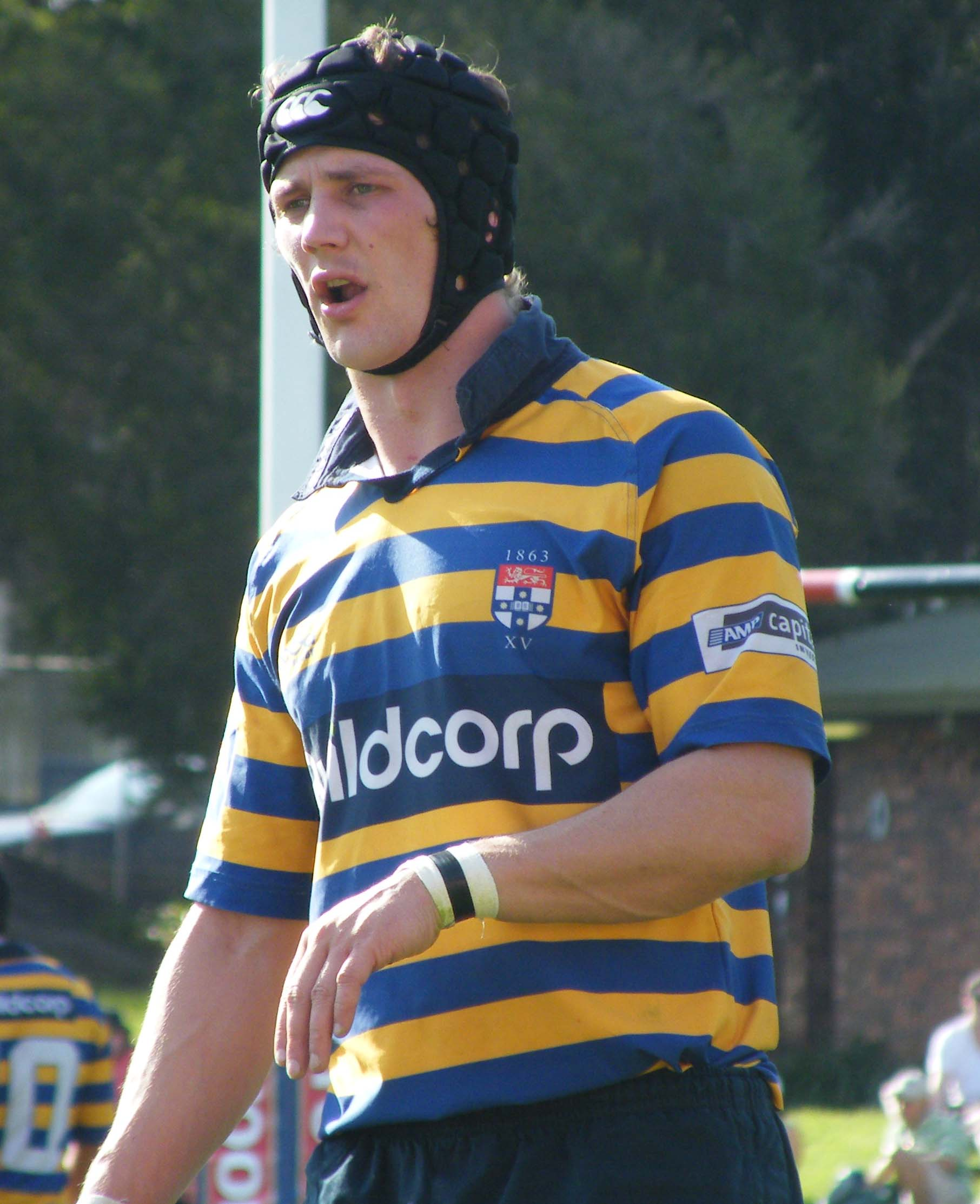
Spieler mit Kappe

Die grundlegenden Ausrüstungsgegenstände sind Ball, Trikot, Shorts, Socken und Stiefel. Der Rugbyball besitzt die Form eines verlängerten Rotationsellipsoids. Ursprünglich bestand er aus einer gefüllten Schweinsblase, die mit vier gleich geformten und aneinander genähten Lederflächen umwickelt war. Moderne Bälle bestehen aus einer aufblasbaren Gummi- oder Polyesterblase, während die Oberfläche kleine Noppen aufweist, um die Rutschfestigkeit zu verbessern. Für die Verwendung auf professioneller Ebene gelten bestimmte Parameter: Die 410 bis 460 Gramm schweren Bälle sind 280 bis 300 mm lang und besitzen an der Hauptachse einen Umfang von 740 bis 770 mm. Für Kinder und Junioren gibt es kleinere Normgrößen.
Trikots bestehen aus Kunstfasern wie Polyester, besitzen kurze Ärmel und sind überwiegend kragenlos, um einem potenziellen Angreifer weniger Angriffsfläche zu bieten (auch wenn eine solche Aktion während eines Spiels verboten ist). Bis zur Jahrtausendwende bestanden traditionelle Rugbytrikots aus Baumwolle und besaßen oft einen Kragen ähnlich einem Polohemd (aber in der Regel steifer). Ein häufig anzutreffendes Muster sind aneinandergereihte und farblich abwechselnde horizontale Streifen. Shorts dürfen nicht gefüttert sein; ebenfalls nicht erlaubt sind Schnallen, Klammern, Ringe, Scharniere, Reißverschlüsse, Schrauben oder Bolzen zur Befestigung.
Traditionell waren Rugbystiefel hoch über dem Knöchel geschnitten. Im Laufe der Jahre sind solche Stiefel selten geworden, wobei viele Spieler immer noch halbhohe Stiefel tragen, die knapp über dem Knöchel sitzen. Eine zusätzliche Unterstützung des Knöchels wird insbesondere angesichts der Belastung durch das Vorwärtsspiel und die vielen Körperkontakte als angemessen betrachtet. Moderne Stiefel mit Stollen aus Gummi oder Aluminium besitzen heute eine große Ähnlichkeit mit Fußballschuhen; sie sind etwas breiter und haben leicht höhere Absätze. Ihr niedriger Schnitt stützt den Knöchel weniger, bietet aber maximale Flexibilität bei minimalem Gewicht.
Die Schutzausrüstung ist optional und streng geregelt. Am gebräuchlichsten ist der Mundschutz, der von fast allen Spielern getragen wird und in einigen Ländern sogar vorgeschrieben ist. Erlaubt sind außerdem dünne Kappen (zur Vermeidung von Blumenkohlohren), dünne und flexible Schulterpolster unter dem Trikot sowie Schienbeinschoner, die unter den Socken getragen werden. Bandagen oder Klebebänder können zur Unterstützung oder zum Schutz verletzter Stellen getragen werden; einige Spieler tragen Bandagen um den Kopf, um ihre Ohren im Gedränge zu schützen. Frauen dürfen auch ein dünnes Brustpolster unter dem Trikot tragen. Als Griffhilfe erlaubt sind einige Arten von fingerlosen Handschuhen. Es liegt in der Verantwortung der Spieloffiziellen, die Kleidung und Ausrüstung vor dem Spiel zu überprüfen, um sicherzustellen, dass sie den Regeln entsprechen.
Im Training werden einige spezielle Gegenstände verwendet. Ein tackle bag ist ein länglicher gepolsterter Gummisack, der es dem Spieler ermöglicht, Tackles zu üben, ohne dass ein anderer Spieler beteiligt ist. Die Säcke stehen auf dem Boden und werden von einer anderen Person hochgehalten, so dass der Spieler einen vollständigen Tackle durchführen kann. Eine Variante davon ist der rucking shield für das Üben des offenen Gedränges. Er wird vom Trainer oder einem Mitspieler in der Hand gehalten und ermöglicht es dem übenden Spieler, sicher gegen die Person zu stoßen, die den Schild hält. An einer scrum machine können mehrere Spieler gleichzeitig das Gedränge üben. Bei dieser Maschine handelt es sich um ein schweres gepolstertes Gerät auf Rädern, das einen konstanten Gegendruck erzeugt.

## Verletzungen

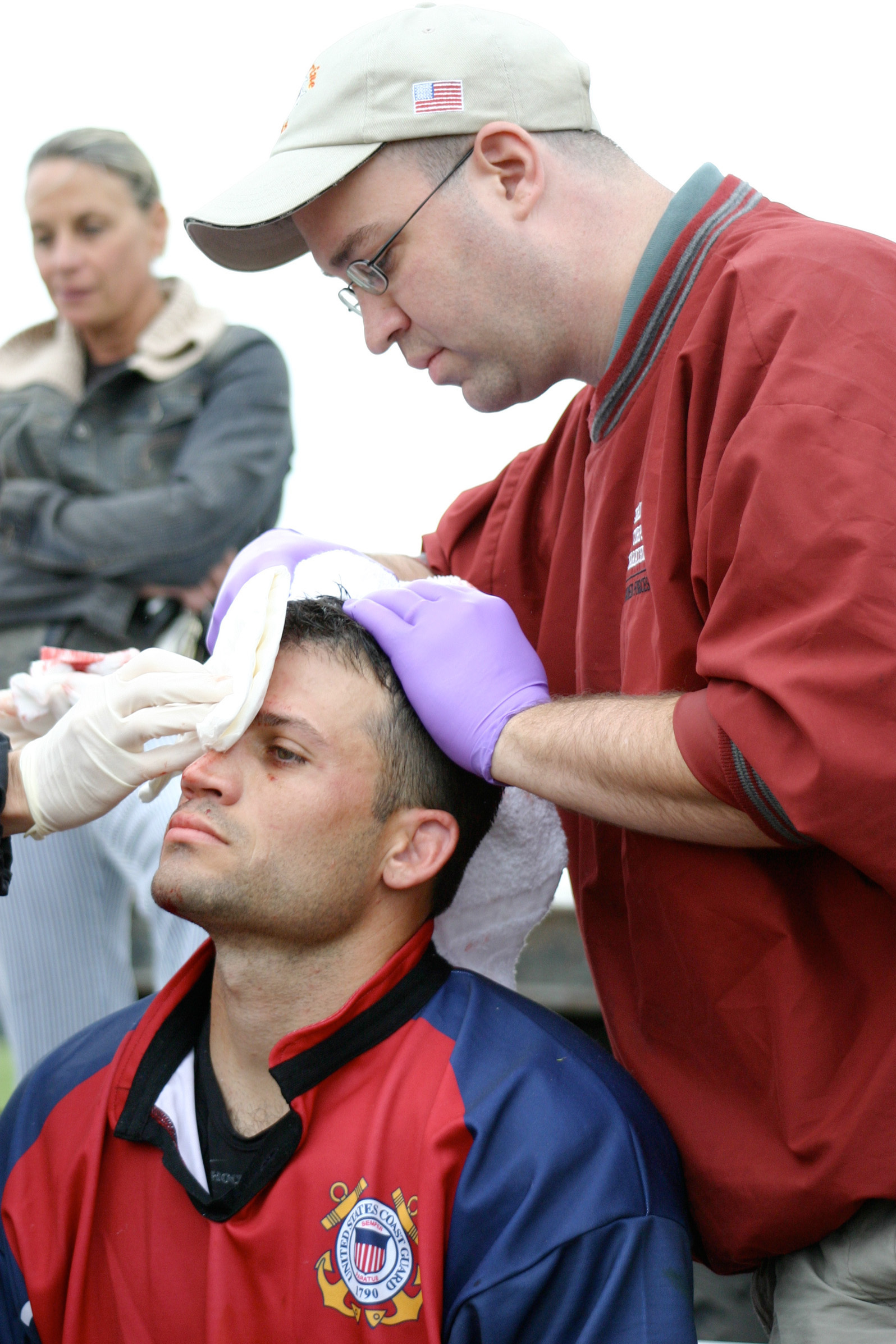
Ein Spieler wird wegen einer Blutung behandelt

Rugby Union gilt als physisch harte Sportart, die nicht selten Verletzungen nach sich zieht. Gemäß einer Untersuchung des Verbands der Sportmediziner Australiens sind etwas mehr als die Hälfte der gemeldeten Verletzungen minimal oder leicht, sodass die Spieler keinen Einsatz verpassen. Die am meisten betroffenen Körperteile sind Schulter (18 % aller Verletzungen), Knie (13 %), Hüfte (12 %) und Knöchel (12 %). Verstauchungen und Zerrungen machen 58 % aller Verletzungen aus, Überanstrengung und Überbeanspruchung kommen ebenfalls häufig vor. Die häufigste Unfallursache ist das Tackling, das aber auch der häufigste Spielzug ist. Statistiken zeigen, dass der Ballträger im Vergleich zum Tackler doppelt so häufig verletzt wird.
Kreuzbandrisse verursachen die am längsten dauernden Ausfälle, da die Therapie sich über mehrere Monate hinzieht. Sie treten nicht nur nach einem Kontakt mit einem gegnerischen Spieler auf, sondern können durch eine zu starke Verdrehung des Knies verursacht werden. Daher ist eine gute körperliche Verfassung der Spieler wichtig, um solchen Verletzungen vorzubeugen. Blutungen treten aufgrund der häufigen Stöße regelmäßig auf. Ein Spieler, der eine Blutung erleidet, darf nicht auf dem Spielfeld bleiben und muss sich mit einem Wundverband versorgen lassen. Die Mannschaft kann ihn zu diesem Zweck für maximal 15 Minuten auswechseln.
Besondere Aufmerksamkeit wird den Schädel-Hirn-Traumata zuteil. Im Jahr 2012 führte der Weltverband ein „Gehirnerschütterungsprotokoll“ ein, das eine Reihe von Maßnahmen umfasst, mit denen das Risiko einer Kopfverletzung bei Spielern nach einem Aufprall verringert werden soll. Dazu gehören Tests vor der Saison, um eine Referenzbilanz bezüglich der Anfälligkeit zu erstellen. Außerdem werden während des Spiels bei Verdacht auf ein Trauma verschiedene Verfahren angewandt, wobei der Spieler für zehn Minuten vom Spielfeld genommen wird und der Arzt einen Fragebogen (Head Injury Assessment) ausfüllt. Schließlich muss der Spieler bei wiederholten Traumata einen Facharzt für Neurologie aufsuchen, bevor er wieder spielen darf. Seit 2024 sind zudem „smarte“ Varianten des Mundschutzes bei Spiel und Training Pflicht, um auftretende Belastungen direkt messen und beurteilen zu können.

## Verbände

Vollmitglieder von World Rugby
Assoziierte Mitglieder

Der internationale Dachverband für Rugby Union und davon abgeleitete Varianten ist World Rugby mit Sitz in Dublin. Der im Jahr 1886 als International Rugby Board (IRB) gegründete Verband zählt 120 nationale Verbände zu seinen Mitgliedern, davon 102 Vollmitglieder und 18 assoziierte Mitglieder. World Rugby ist zuständig für die Festlegung und Änderung der Regeln sowie für die Organisation der wichtigsten internationalen Turniere. Zu den wichtigsten gehören die Weltmeisterschaft der Männer, die Frauen-Weltmeisterschaft, die Siebener-Rugby-Weltmeisterschaft, die World Rugby Sevens Series für Männer und Frauen, die Juniorenweltmeisterschaft, der Nations Cup und der Pacific Nations Cup. Der Verband ehrt seit 2006 die erfolgreichsten Spieler und Trainer sowie besonders verdienstvolle Funktionäre mit der Aufnahme in die World Rugby Hall of Fame.
Sechs Kontinentalverbände, die ebenfalls Mitglieder von World Rugby sind, bilden die nächste Ebene. Es sind dies Rugby Africa, Asia Rugby, Rugby Americas North, Rugby Europe, Oceania Rugby und Sudamérica Rugby. Diese Verbände sind vor allem für die Austragung kontinentaler Meisterschaften zuständig. Die nationalen Verbände organisieren Wettbewerbe in den jeweiligen Ländern und sind World Rugby sowie einem der Kontinentalverbände angeschlossen. Einen Sonderfall bildet SANZAAR, ein gemeinsames Unternehmen der Verbände Südafrikas, Neuseelands, Australiens und Argentiniens, das die Wettbewerbe Super Rugby und Rugby Championship organisiert. Während die drei erstgenannten ihr seit 1995 angehören (zunächst unter dem Namen SANZAR), trat der argentinische Verband 2016 bei.

## Geschichte

### Entstehung von Rugby

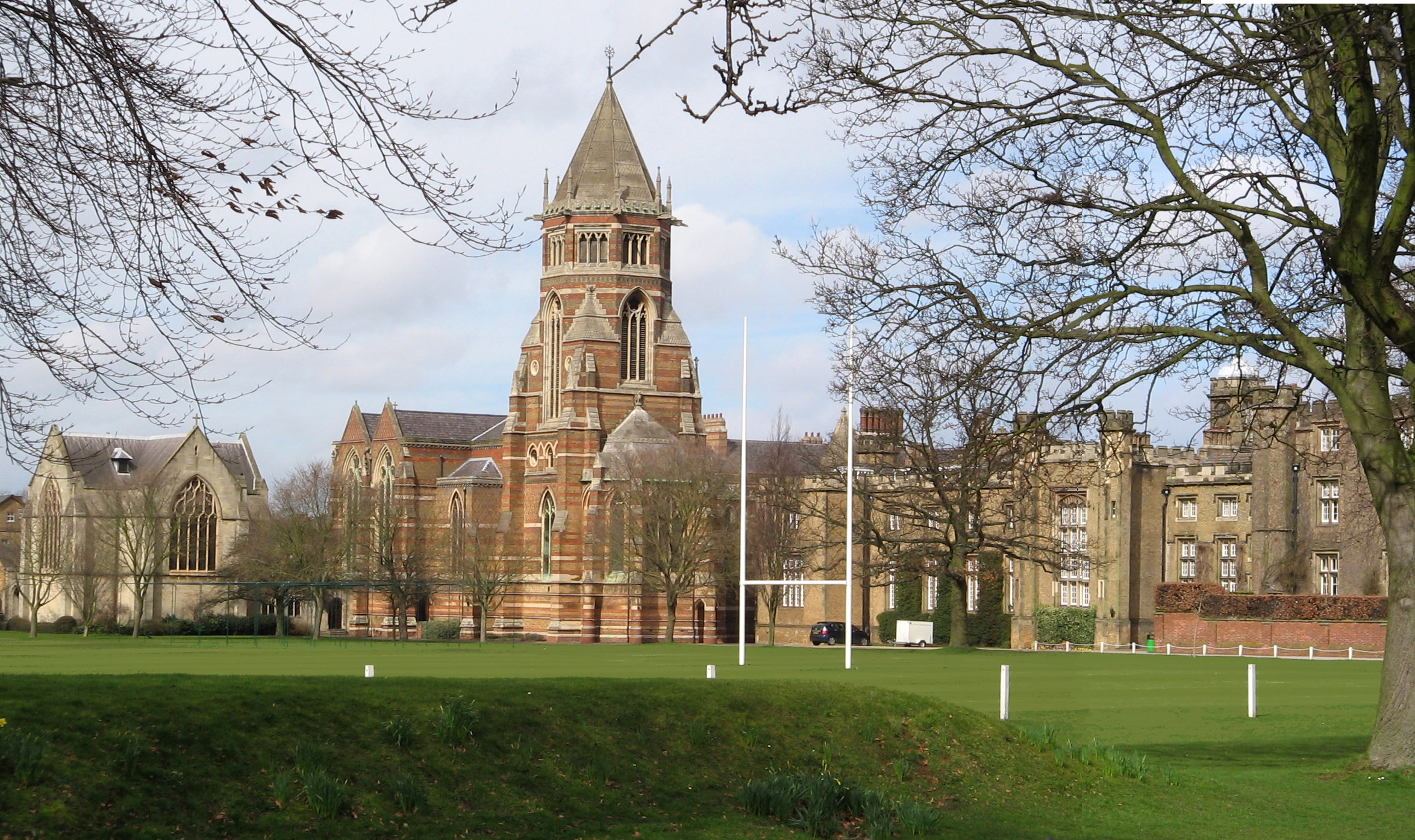
Die Rugby School in der englischen Stadt Rugby

Auf den Britischen Inseln gab es seit dem Mittelalter fußballähnliche Spiele, die unter den Bezeichnungen folk football oder mob football zusammengefasst werden. Solche wurden in der Regel zwischen benachbarten Städten und Dörfern ausgetragen, wobei eine unbegrenzte Anzahl Spieler gegeneinander antrat und versuchte, eine gefüllte Schweinsblase mit allen möglichen Mitteln zu den Markierungen an beiden Enden einer Siedlung zu bringen. Beispiele dafür waren Shrovetide football in England, Caid in Irland, Ba’ Game in Schottland und Cnapan in Wales. Das erste überlieferte Shrovetide-Spiel fand 1175 in London statt. Da solche Spiele nicht selten in Gewaltexzesse mit Verletzten und gar Toten ausarteten, gab es immer wieder behördliche Versuche, diese zu verbieten und so die Untertanen zu disziplinieren. Das älteste bekannte Verbot erließ der Lord Mayor of London im Jahr 1314. Tatsächlich konnten die wilden, unkontrollierten Spiele jedoch erst Mitte des 19. Jahrhunderts eliminiert werden. Ähnliche Spiele gab es auch in anderen Ländern. Im Norden Frankreichs war Soule weit verbreitet, überliefert ist ein 1319 von König Philipp V. erlassenes Verbot. Weitere bekannte Beispiele sind Calcio fiorentino in Italien und Lelo burti in Georgien.
Ab dem 15. Jahrhundert begannen die Public Schools, informelle Regeln für fußballähnliche Spiele zu entwickeln und allgemein die Zahl der Teilnehmer zu beschränken. Dieser Prozess zog sich über Jahrhunderte hin und jede dieser Schulen hatte ihre eigenen Regeln. Beispielsweise reicht das Wall Game des Eton College bis ins Jahr 1717 zurück. Ungefähr seit der Mitte des 17. Jahrhunderts gab es auch an der Rugby School in der Stadt Rugby (Grafschaft Warwickshire) ein solches Spiel. Gemäß einer Überlieferung soll der Schüler William Webb Ellis bei einer Partie im Jahr 1823 als erster den Ball in die Hände genommen haben und damit gerannt sein, um einen Punkt zu erzielen. Zwar gibt es keine handfesten Beweise für diese Behauptung, sie ist aber derart weit verbreitet und populär, dass der Weltmeisterpokal den Namen Webb Ellis Cup trägt. Das Balltragen und -werfen war an der Rugby School zunächst regelwidrig, wurde aber ab 1838 geduldet und war schließlich fester Bestandteil des im August 1845 von den Schülern veröffentlichten ersten Regelwerks.
Nicht zuletzt wegen des hohen pädagogischen Ansehens von Rektor Thomas Arnold verbreiteten sich die Rugby rules rasch an anderen Schulen. Ehemalige Schüler der Rugby School gründeten 1843 am Londoner Guy’s Hospital den ersten Verein. Albert Pell, ein späterer Unterhausabgeordneter, stellte das Rugbyspiel um 1840 an der University of Cambridge vor. Dort zogen es die Studenten nach einigen Jahren vor, den Ball zu treten, anstatt zu werfen. Sie veröffentlichten 1848 die konkurrierenden Cambridge rules. Trotz unterschiedlicher Regeln bezeichnete man beide Varianten als football, was mitunter Uneinigkeit bei der Regelauslegung verursachte. 1862 führte Richard Lindon, ein in der Stadt Rugby tätiger Lederarbeiter, Bälle aus Gummiblasen ein, die mit Leder umwickelt waren. Aufgrund der Biegsamkeit des Gummis konnten Bälle mit einer ausgeprägteren ovalen Form hergestellt werden. Diese waren für Rugby besser geeignet als runde Bälle, da sich der Schwerpunkt zunehmend auf die Handhabung und weniger auf das Dribbeln verlagerte.

### Abgrenzung zu Fußball und Rugby League

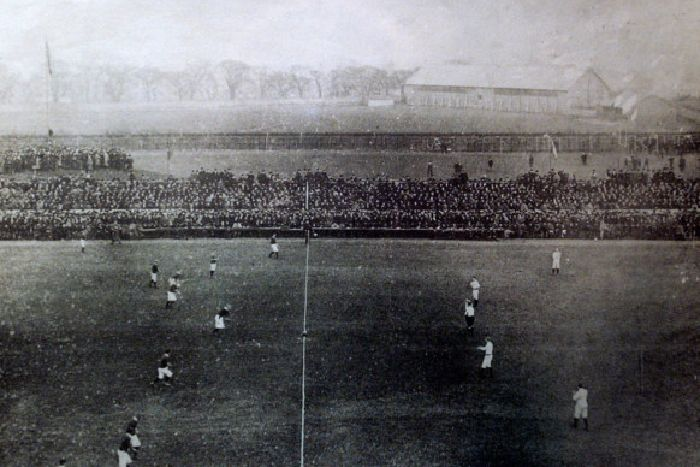
Szene des ersten Länderspiels Schottland–England (1871)

Da es weiterhin viel Interpretationsspielraum gab, trafen sich die Vertreter von elf Vereinen und Public Schools am 26. Oktober 1863 in der Londoner Freemasons’ Tavern, wo sie die Football Association gründeten. In fünf weiteren Sitzungen erarbeiteten sie auf der Grundlage der Cambridge rules das erste verbindliche Regelwerk des modernen Fußballs. Der Blackheath FC war nicht damit einverstanden, dass das Halten und Werfen des Balles mit den Händen nun untersagt sein sollte, weil dadurch der Charakter des Spiels völlig verändert würde. Deshalb trat er nach nur fünf Wochen wieder aus dem Verband aus und spielte weiterhin nach den Rugby rules. Der Blackheath FC und der Richmond FC veröffentlichten am 4. Dezember 1870 in der Zeitung The Times einen Brief, in dem sie alle Vereine, die „am Fußballspiel nach Rugby-Art interessiert sind“, zu einer Versammlung einluden. 21 Vereine folgten dem Aufruf und gründeten am 26. Januar 1871 im Londoner Pall Mall Restaurant einen eigenen Verband, die Rugby Football Union (RFU). Diese veröffentlichte im Juni desselben Jahres ihr eigenes Regelwerk, womit die Trennung zwischen Rugby football und Association football endgültig vollzogen war. In der Zwischenzeit fand am 27. März 1871 in Edinburgh das erste Länderspiel zwischen der schottischen und englischen Nationalmannschaft statt, es endete mit einem Sieg der Gastgeber.
Die RFU verstand sich zu Beginn nicht nur als Repräsentant Englands, sondern als gesamtbritischer Verband, doch innerhalb eines Jahrzehntes entstanden separate Verbände in den drei übrigen Home Nations (Schottland, Irland und Wales). 1883 organisierten sie gemeinsam die erste Ausgabe der jährlichen Home Nations Championship (das spätere Five Nations und heutige Six Nations). 1884 hatten die Engländer eine Meinungsverschiedenheit mit den Schotten über einen vom irischen Schiedsrichter nicht anerkannten Versuch. Die RFU vertrat den umstrittenen Standpunkt, England habe als „Gründernation“ des Rugbysports das alleinige Recht, strittige Punkte des Regelwerks interpretieren zu dürfen. Die drei übrigen Verbände waren damit nicht einverstanden und gründeten 1886 einen Dachverband, den International Rugby Board (IRB, heute World Rugby), der die exklusive Entscheidungsgewalt über das Regelwerk beanspruchte. Die RFU verweigerte zunächst den Beitritt und boykottierte die Turniere 1888 und 1889. Schließlich trat die RFU 1890 doch noch bei, nachdem ein unabhängiges Schiedsgericht dem IRB recht gegeben hatte.
Als Rugby ab den späten 1870er Jahren zunehmend auch in der Arbeiterklasse Anklang fand, gab es wiederholt kontroverse Debatten über die Frage, ob Entschädigungen für die Freistellung von der Arbeit erlaubt werden sollten. Vor allem im stark industrialisierten Nordengland verpassten viele Spieler aufgrund ihrer beruflichen Verpflichtungen Spiele oder mussten auf ihr Gehalt verzichten, um antreten zu können. Die RFU wiederum war besorgt, dass solche Entschädigungen den Weg zum Profisport ebnen würden. 1893 beschwerten sich die Vereine aus Yorkshire darüber, dass die von der Ober- und Mittelschicht geprägten Vereine des Südens, die den reinen Amateurismus propagierten, im RFU-Ausschuss überrepräsentiert seien. Ebenso fänden die Sitzungen in London zu Zeiten statt, die es den Mitgliedern aus dem Norden oft schwer machten, daran teilzunehmen. Somit würden sich die Verbandsstrukturen zum Nachteil der nördlichen Vereine auswirken, obwohl sie die Mehrheit stellten. Am 29. August 1895 trafen sich die Vertreter von 20 Vereinen aus den Grafschaften Cheshire, Lancashire und Yorkshire in Huddersfield, wo sie ihren Austritt aus der RFU und die Gründung der Northern Rugby Football Union (heute Rugby Football League) beschlossen. Sie spielten zunächst nach den RFU-Regeln, begannen aber in der ersten vollen Saison 1895/96 verschiedene Änderungen einzuführen, wodurch die eigenständige Variante Rugby League entstand.

### Verteidigung des Amateurstatus
In den Jahrzehnten, als es noch keine kommerziellen Flugreisen gab, trafen Nationalmannschaften aus verschiedenen Kontinenten selten aufeinander. Dies geschah im Rahmen ausgedehnter Touren, die aufgrund der notwendigen Schiffsreisen zum Teil über ein halbes Jahr dauerten. Tourende Teams bestritten nicht nur Test Matches gegen Nationalmannschaften, sondern auch zahlreiche Spiele gegen regionale Auswahlteams und Vereine. Die ersten beiden nennenswerten Touren fanden 1888 statt: Eine britische Auswahl (später als British and Irish Lions bezeichnet) besuchte Neuseeland und Australien, während eine Auswahl neuseeländischer Ureinwohner durch die nördliche Hemisphäre reiste. Zwei Jahrzehnte später entsandten alle drei großen Rugby-Länder der südlichen Hemisphäre ihre Nationalmannschaften nach Europa: Neuseeland 1905, gefolgt von Südafrika 1906 und Australien 1908. Sie brachten neue Spielstile und Taktiken mit und waren weitaus erfolgreicher als erwartet. Während ihrer Tour von 1905 präsentierten die Neuseeländer der erstaunten Öffentlichkeit jeweils vor Spielbeginn einen Haka, einen Kriegstanz der Maori. Als Reaktion darauf hielten die walisische Nationalmannschaft und die Zuschauer in Cardiff mit dem Singen der Nationalhymne Hen Wlad Fy Nhadau dagegen. Es war dies das erste Mal überhaupt, dass vor einem sportlichen Ereignis die Nationalhymne gesungen wurde.
Bis 1987 sträubte sich die RFU gegen die Einführung eines geregelten Meisterschaftsbetriebs, weil sie befürchtete, dass der Sport ansonsten den Pfad des reinen Amateurismus verlassen würde. Es existierten lediglich von den Vereinen untereinander organisierte regionale Wettbewerbe. Verschiedene Zeitungen versuchten, mit statistischen Erhebungen die relative Stärke der Vereine zu ermitteln, doch diese waren bestenfalls eine Schätzung. Ähnlich konservativ verhielt sich Schottland. Dort gab es zwar seit 1865/66 eine inoffizielle Meisterschaft, sie wurde aber vom Verband über ein Jahrhundert lang völlig ignoriert. In anderen Ländern waren die Verbände weitaus weniger restriktiv. Am liberalsten war Frankreich, wo seit 1892 eine nationale Vereinsmeisterschaft existierte. Doch um 1930 gab es vermehrt Berichte über verdeckten Professionalismus mittels geheimer Absprachen, was das IRB zusehends verärgerte. Als sich die Situation trotz mehrerer Warnungen nicht besserte, wurde Frankreich als Nichtmitglied des IRB von 1932 bis 1947 vom jährlichen Five-Nations-Turnier ausgeschlossen. Unter Federführung des französischen Verbandes entstand 1934 der konkurrierende Weltverband Fédération internationale de rugby amateur (FIRA), der Länder vertrat, die nicht dem exklusiven IRB angehörten. Die FIRA trug wesentlich dazu bei, den Rugbysport über die englischsprachigen Länder hinaus zu verbreiten. Erst sechs Jahrzehnte später willigte sie ein, sich dem IRB unterzuordnen und die Rolle eines europäischen Kontinentalverbandes einzunehmen.

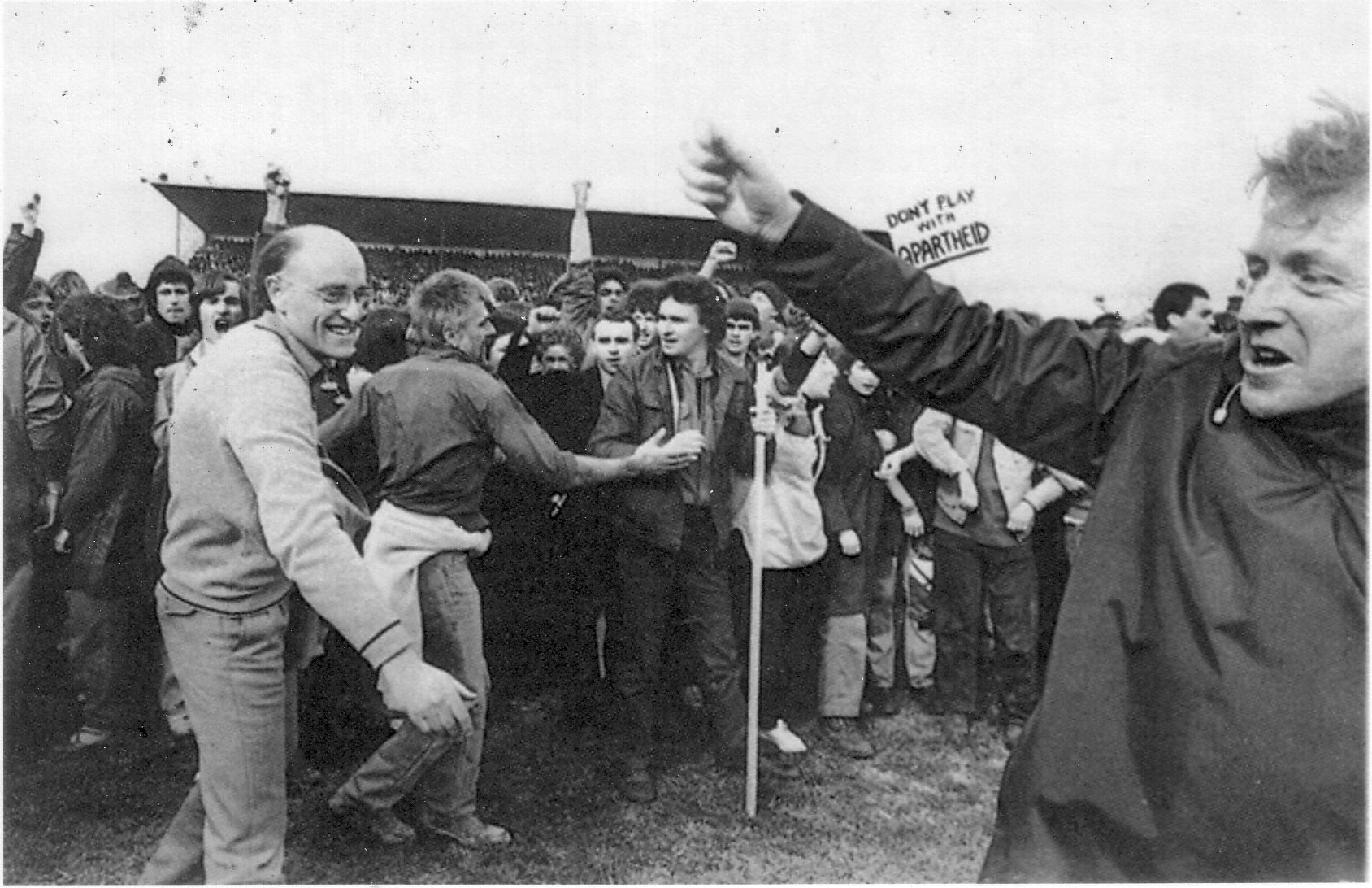
Anti-Apartheid-Aktivisten stürmen das Spielfeld in Hamilton, Neuseeland (1981)

Die rassistische Apartheid-Politik Südafrikas sorgte für zahlreiche Kontroversen. Nichtweißen Spielern war es lange Zeit verboten, der südafrikanischen Nationalmannschaft anzugehören und die Maori unter den Neuseeländern durften bis 1970 nicht an Spielen in Südafrika teilnehmen. Gegen Diskriminierungen dieser Art entstand in den 1960er Jahren eine einflussreiche internationale Protestbewegung. So waren die Touren der Südafrikaner nach Großbritannien und Irland 1969/70 sowie Australien 1971 von zahlreichen Demonstrationen und Streiks begleitet. Die von Anfang an umstrittene Südafrika-Tour der Neuseeländer 1976 hatte zur Folge, dass zahlreiche afrikanische Staaten die Olympischen Sommerspiele 1976 in Montreal boykottierten, obwohl Rugby Union damals gar keine olympische Sportart war. Als Reaktion darauf verabschiedeten die Commonwealth-Staaten 1977 die Gleneagles-Vereinbarung, die eine vollständige Isolierung Südafrikas von der Sportwelt zum Ziel hatte. Trotzdem tourten die Südafrikaner 1981 durch Neuseeland, begleitet von massiven und zum Teil gewalttätigen Protesten, die das ganze Land erfassten.
Dessen ungeachtet blieb der südafrikanische Verband während der gesamten Apartheid-Ära ein IRB-Vollmitglied und stimmte 1985 der Einführung der Rugby-Union-Weltmeisterschaft zu, obwohl die Nationalmannschaft wegen des Sportboykotts gar nicht teilnahmeberechtigt war. Die entscheidende Abstimmung im Exekutivrat fiel mit 10:6 Stimmen recht knapp aus; konservative Rugbykreise hatten die Befürchtung geäußert, ein solches Turnier würde den Druck auf den Amateurismus weiter erhöhen. 1987 gewann Neuseeland die erste Weltmeisterschaft. Drei Jahre nach dem Ende der Apartheid durfte Südafrika die Weltmeisterschaft 1995 ausrichten und gewann bei seiner ersten Teilnahme sogleich den Titel. Die Übergabe des Pokals durch Präsident Nelson Mandela an Mannschaftskapitän Francois Pienaar gilt als einer der symbolträchtigsten Momente der Sportgeschichte und als Geburtsstunde der „Regenbogennation“.

### Professionelle Ära
Fast hundert Jahre lang setzten sich die Verbände erfolgreich gegen sämtliche Angriffe auf den reinen Amateurstatus zur Wehr und nahmen eine kompromisslose Haltung gegen alle ein, die in irgendeiner Beziehung zur professionellen Variante Rugby League standen. Ein einziges League-Spiel, selbst ohne Bezahlung, reichte aus, um einen Spieler lebenslang von Rugby Union auszuschließen. Die Verbände nutzten auch ihren Einfluss in hohen Positionen, um Rugby League aus zahlreichen Bildungseinrichtungen und den Streitkräften zu verbannen. Doch auch diese drakonischen Maßnahmen konnten nicht verhindern, dass immer wieder hochklassige Spieler aus wirtschaftlichen Gründen zu Rugby League wechselten, insbesondere seit den 1980er Jahren. Mit der zunehmenden Globalisierung wurde der Druck schließlich zu groß. Am Vorabend des WM-Endspiels 1995 gaben die Verbände Australiens, Neuseelands und Südafrikas bekannt, dass sie mit der News Corporation von Rupert Murdoch einen Zehnjahresvertrag im Wert von 550 Millionen US-Dollar für die Fernsehrechte an zwei neuen Wettbewerben abgeschlossen hatten, das Tri-Nations-Turnier der drei Nationalmannschaften und die internationale Meisterschaft Super 12. Für zusätzliche Unruhe sorgte Kerry Packer, ein weiterer australischer Medienunternehmer, der eine weltumspannende Liga namens World Rugby Championship mit 30 Teams plante. Diese kam zwar nicht zustande, doch dem IRB-Exekutivrat blieb an seiner Sitzung vom 26. August 1995 keine andere Wahl, als sämtliche Beschränkungen bezüglich der Bezahlung von Spielern aufzugeben und Rugby Union zu professionalisieren. Ohne den einstimmig gefällten Beschluss wäre Rugby Union völlig marginalisiert worden.
Ein wesentlicher Vorteil, den die Professionalisierung mit sich brachte, bestand darin, dass die Union-Spieler nicht mehr ständig abwanderten, weil sie vom Geld der australischen und englischen League-Vereine angelockt wurden. Die damaligen Verantwortlichen hofften auch, dass das Interesse der Sponsoren und Zuschauer sich langfristig von League auf das internationalere Union-Spiel verlagern würde. Letztlich konnten jedoch nur verhältnismäßig wenige League-Spieler abgeworben werden, da sich die beiden Varianten in den langen Jahrzehnten der Trennung sowohl in der Kultur als auch in den Spielaspekten unterschiedlich entwickelt hatten. Auf der anderen Seite erlebte Rugby Union seit 1995 ein noch nie dagewesenes Wachstum, sei dies bei der Anzahl lizenzierter Spieler, der Zahl der Mitgliedsverbände oder dem Interesse der Zuschauer. Beispielsweise gilt die Weltmeisterschaft mittlerweile als drittgrößtes Sportereignis der Welt. Ebenso unternahmen die Verbände erfolgreiche Anstrengungen, Rugby Union auch bei Frauen zu etablieren. Um das Jahr 2000 kamen die Touren nach alter Tradition zum Erliegen (mit Ausnahme der alle vier Jahre stattfindenden Touren der British and Irish Lions). An ihre Stelle traten neu eingeführte Turniere und zwei Zeitfenster für Test Matches im Frühsommer und Spätherbst.

## Weltweite Verbreitung
Die Verbreitung von Rugby Union als globaler Sport hat ihre Wurzeln im Export des Spiels durch britische Auswanderer und Militärangehörige sowie ins Ausland zurückkehrende Studenten. Heute gilt Rugby Union in sieben Ländern de facto als Nationalsport. Es sind dies Fidschi, Georgien, Madagaskar, Neuseeland, Samoa, Tonga und Wales.

### Ozeanien

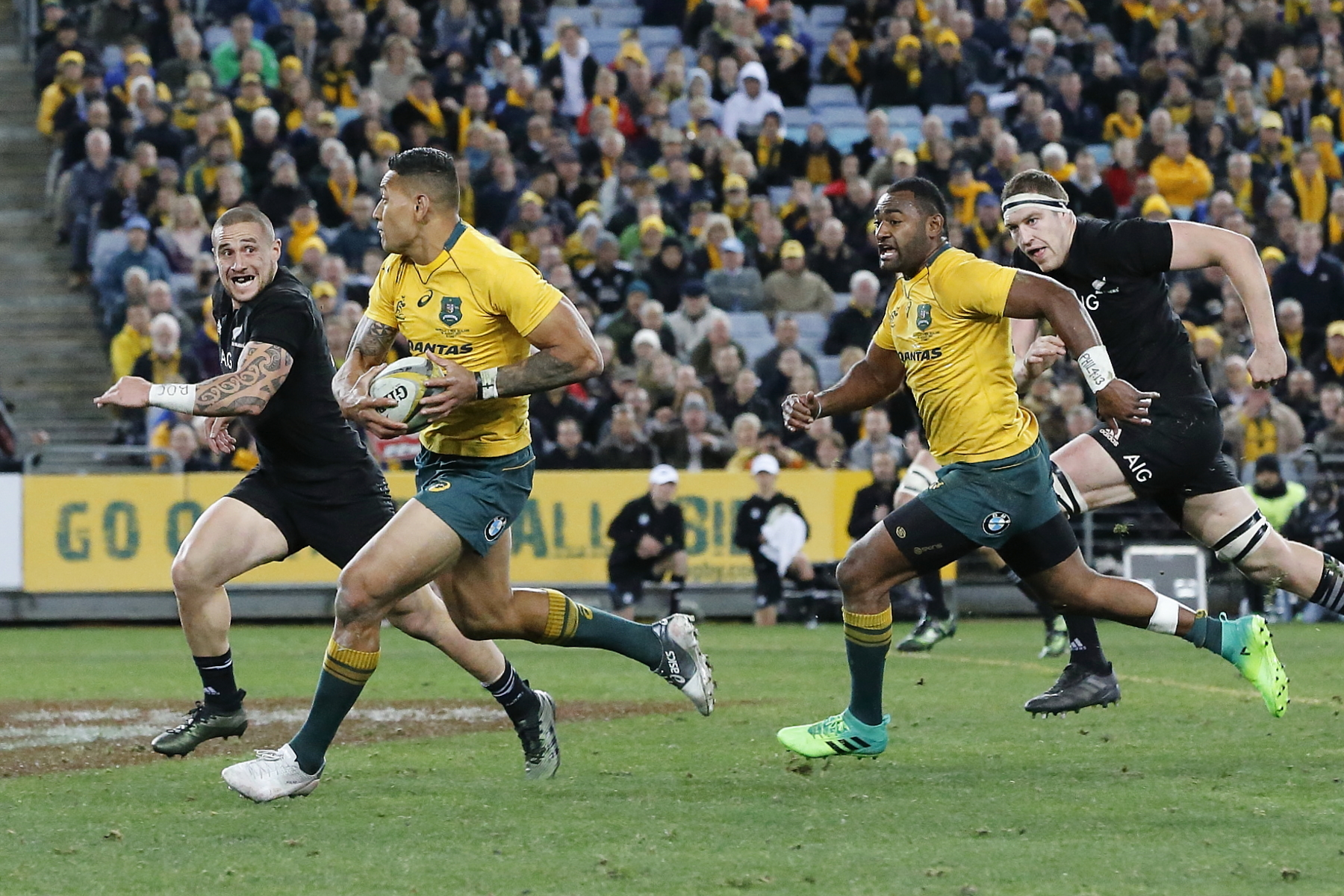
Länderspiel Neuseeland gegen Australien (2017)

In Australien entstand der erste Rugbyverein 1863 in Sydney. Der Sydney University Football Club folgte als erster Verein außerhalb des Mutterlandes Großbritannien den kodifizierten Rugby-Regeln und organisierte zwei Jahre später das erste offizielle Spiel. Die Einführung von Rugby Union in Neuseeland wird Charles Monro zugeschrieben, der das Spiel als Schüler in London kennengelernt hatte und es 1870 in Nelson dem dortigen Fußballverein präsentierte.
Mehrere Inselstaaten im Pazifik haben sich den Rugbysport zu eigen gemacht. In Fidschi wurde Rugby zum ersten Mal 1884 von Briten, Neuseeländern und einheimischen Polizeikräften in Ba auf der Hauptinsel Viti Levu gespielt. In Samoa fand das Spiel nach dem Beginn des Ersten Weltkrieges unter neuseeländischer Mandatsverwaltung weite Verbreitung, wobei der Einfluss der katholischen Ordensgemeinschaft der Maristen-Schulbrüder von entscheidender Bedeutung war. In Tonga verbreitete sich Rugby ab 1900, zurückzuführen auf Adlige, die von ihrer Ausbildung in Australien heimkehrten. In weiteren Pazifikstaaten wie den Cookinseln, Französisch-Polynesien, Niue, Papua-Neuguinea und den Salomonen ist Rugby Union ebenfalls verbreitet, hat aber bei weitem nicht denselben Stellenwert wie in Fidschi, Samoa und Tonga.

### Nordamerika

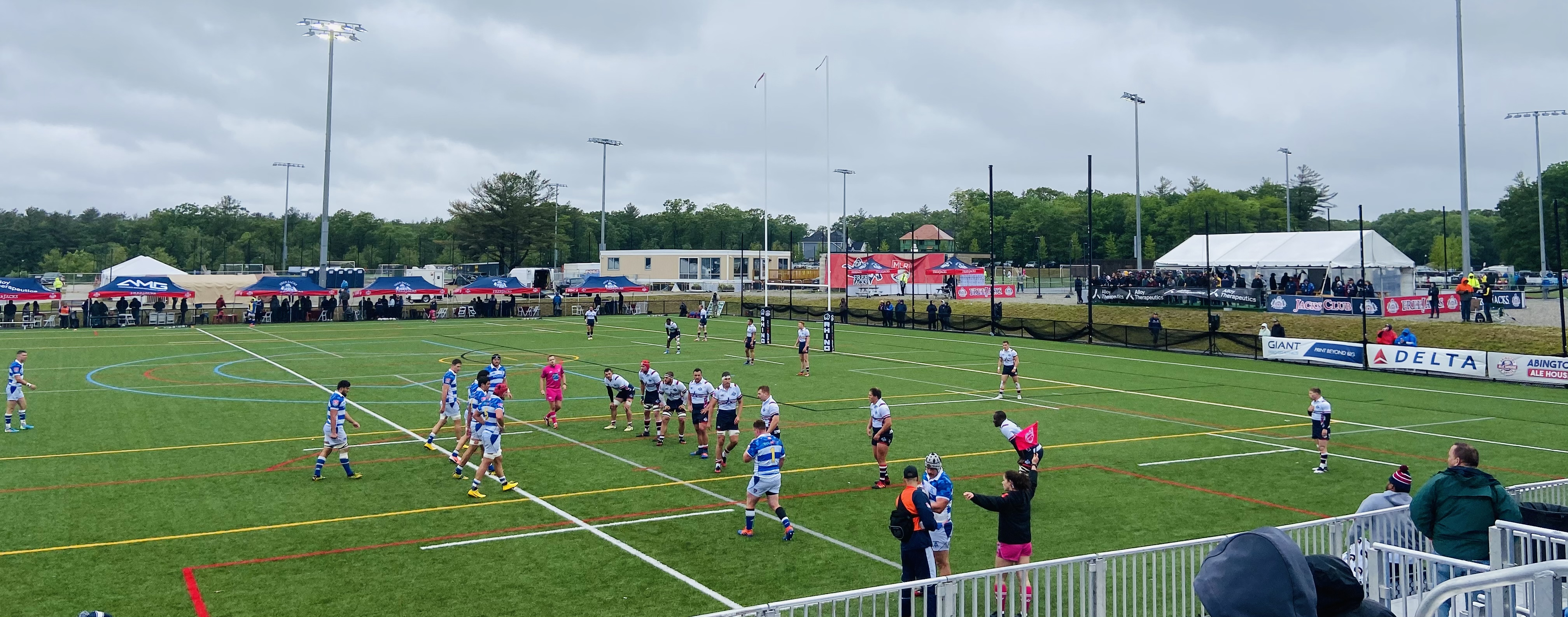
Spiel in der Major League Rugby (2021)

In Kanada wurde der erste Verein 1868 in Montreal gegründet. Diese Stadt spielte auch bei der Einführung des Sports in den Vereinigten Staaten eine Rolle, als Studenten der McGill University 1874 gegen eine Mannschaft der Harvard University spielten. Die beiden Hauptvarianten von Gridiron Football – Canadian Football und in einem geringeren Maße American Football – galten einst als Varianten von Rugby, werden aber heute nur noch selten als solche bezeichnet. Tatsächlich war der Dachverband von Canadian Football bis 1967 als Canadian Rugby Union bekannt, mehr als fünfzig Jahre, nachdem sich der Sport von den etablierten Rugby-Union-Regeln getrennt hatte. Der Grey Cup, die Trophäe für den Meister der Canadian Football League, wurde ursprünglich an den Rugby-Meister übergeben. Während sich der kanadische Rugby-Union-Sport vor allem in der Provinz British Columbia behaupten konnte, fristete er in den Vereinigten Staaten jahrzehntelang ein Nischendasein, ehe er ab den 1960er Jahren wiederbelebt werden konnte. Mittlerweile gilt Rugby Union dort als die am schnellsten wachsende Sportart. Seit 2019 besteht die kanadisch-amerikanische Profiliga Major League Rugby.

### Europa

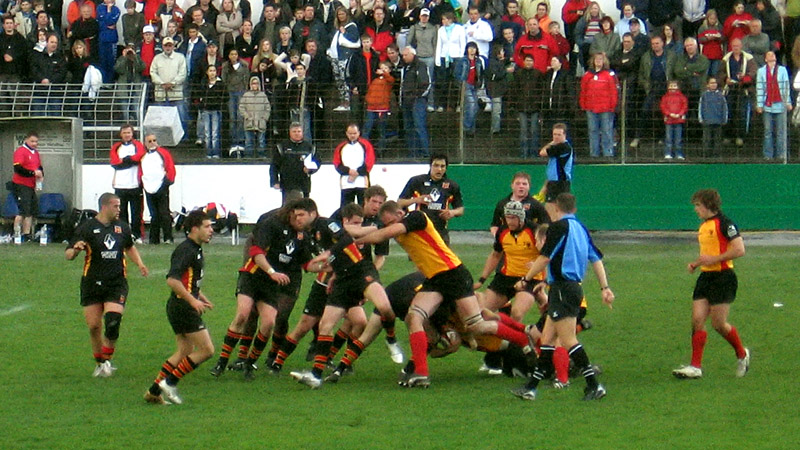
WM-Qualifikationsspiel Belgien–Deutschland (2006)

Eingewanderte Briten gründeten 1872 den ersten Rugbyverein in Frankreich, wo sich der Sport insbesondere im Süden des Landes fest etablieren konnte. In der Folge waren es vor allem Franzosen, die für die weitere Verbreitung von Rugby Union in anderen europäischen Ländern sorgten. Dies war darauf zurückzuführen, dass die im International Rugby Board (IRB) zusammengeschlossenen Verbände der Home Nations zunächst ausschließlich gegeneinander antraten und später auch gegen Mannschaften der südlichen Hemisphäre (Australien, Neuseeland, Südafrika). Frankreich erhielt zwar Einladungen für das Five-Nations-Turnier (heute Six Nations), war aber nicht IRB-Mitglied. Es war auch das einzige Bindeglied zum übrigen Europa, das ansonsten weitgehend sich selbst überlassen und von den Home Nations ignoriert wurde. Entsprechend war dort die Entwicklung der Teilnehmer- und Zuschauerzahlen vergleichsweise bescheiden. Nachdem Frankreich 1932 nach Vorwürfen des Scheinamateurismus vorübergehend aus dem Five-Nations-Turnier ausgeschlossen worden war, begann es mangels internationaler Wettbewerbe als einziges europäisches Team der obersten Stärkeklasse regelmäßig gegen andere europäische Länder zu spielen. Ab 1947 durfte Frankreich wieder am Five Nations teilnehmen. 1978 wurde der französische Verband als erster Vertreter eines nicht-englischsprachigen Landes in den IRB aufgenommen, blieb gleichzeitig aber weiterhin der FIRA verpflichtet und trug so wesentlich zur weiteren Verbreitung von Rugby Union in anderen Ländern bei. Mit der Aufnahme Italiens im Jahr 2000 wandelte sich das Five Nations zum heutigen Six Nations. Die wichtigsten europäischen Rugby-Länder außerhalb der Six Nations sind Belgien, Deutschland, Georgien, die Niederlande, Portugal, Rumänien, Russland und Spanien.

### Südamerika

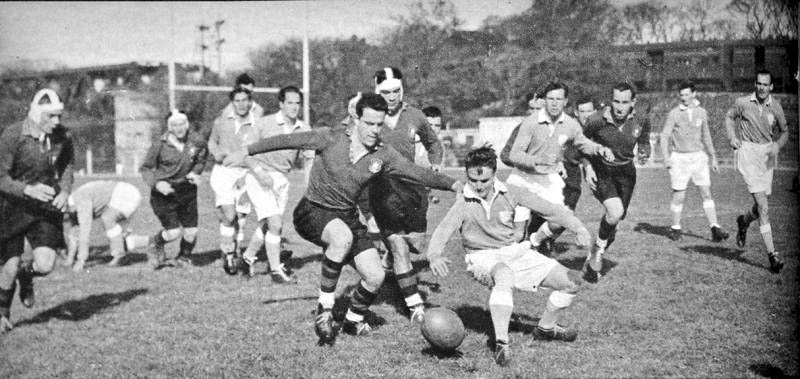
Spiel Uruguay gegen Chile bei der Südamerika-Meisterschaft 1951

Argentinien ist die bekannteste Rugby-Nation Südamerikas und mit weitem Abstand die erfolgreichste. Das erste Spiel fand dort 1873 statt und die Gründung des Verbandes geht auf 1899 zurück. Gleichwohl besitzen mehrere andere Länder des Kontinents eine lange Tradition. Rugby wird in Brasilien seit Ende des 19. Jahrhunderts gespielt, aber erst seit 1926, als São Paulo sich in einem Städtevergleich gegen Santos durchsetzte, gibt es regelmäßige Wettbewerbe. Uruguay benötigte mehrere gescheiterte Anläufe, um Rugby zu etablieren, insbesondere dank der Bemühungen des Montevideo Cricket Club. 1951 gelang dies endgültig mit der Gründung einer nationalen Liga. Eine ausreichende Anhängerschaft für die Durchführung eines regelmäßigen Spielbetriebs gibt es auch in Chile und Paraguay, wo die nationalen Verbände 1948 bzw. 1970 entstanden.

### Asien

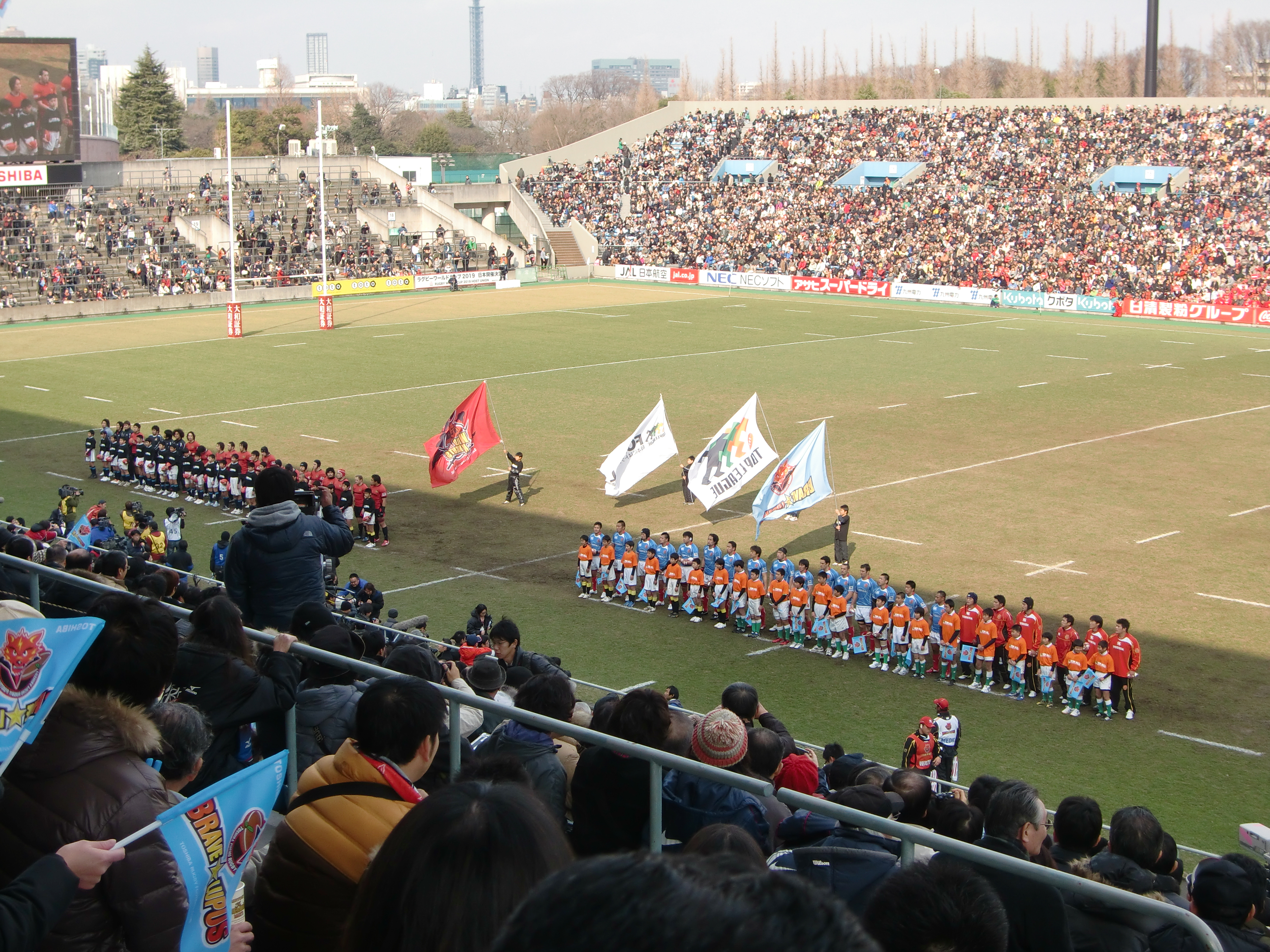
Meisterschaftsfinale in Japan (2010)

In zahlreichen asiatischen Ländern geht die Rugby-Tradition auf das britische Empire zurück. In Indien führten emigrierte Briten den Rugbysport in den frühen 1870er Jahren ein und 1873 entstand in Kalkutta der erste Verein. Mit dem Abzug eines dort stationierten Armeeregiments nahm das Interesse jedoch rasch ab; die weitere Entwicklung geriet ins Stocken und gegenüber Cricket dauerhaft ins Hintertreffen. Der erste Verein in Ceylon (heute Sri Lanka) geht auf das Jahr 1879 zurück; auch hier waren überwiegend Briten involviert. Das führende Rugbyland Asiens ist Japan. Rugby fasste dort 1866 Fuß und im Gegensatz zum indischen Subkontinent stieß der Sport ab den späten 1890er Jahren auch bei den Einheimischen auf immer größeres Interesse. 2019 war Japan als erstes asiatisches Land Ausrichter einer Weltmeisterschaft. Weitere asiatische Rugbyländer mit einiger Bedeutung sind die Volksrepublik China, Malaysia, die Philippinen, Singapur und Südkorea. Die frühere britische Kronkolonie Hongkong spielte bei der Entwicklung der Variante Siebener-Rugby eine führende Rolle, insbesondere mit der Austragung des Turniers Hong Kong Sevens seit 1976. Die Geschichte des Rugbysports im Nahen Osten und in den Golfstaaten beginnt in den 1950er Jahren mit der Gründung von Vereinen durch britische und französische Soldaten, die nach dem Zweiten Weltkrieg in der Region stationiert waren. Als diese abzogen, hielten junge Berufstätige, meist in diesen Ländern arbeitende Europäer, die Mannschaften aufrecht. Allerdings gelang es bis heute kaum, das Interesse der Einheimischen zu wecken.

### Afrika

Die Ivorische Nationalmannschaft vor einem WM-Qualifikationsspiel gegen Sambia (2008)

In Kapstadt stationierte britische Soldaten führten den Rugbysport 1875 in Südafrika ein. Das Spiel verbreitete sich rasch im ganzen Land und im benachbarten Rhodesien (heute Simbabwe). Südafrikanische Siedler brachten das Spiel auch nach Südwestafrika (Namibia) mit und traten in Britisch-Ostafrika gegen britische Beamte an. Um die Wende zum 20. Jahrhundert verfestigte sich das Image, dass Rugby Union ein Spiel für „Weiße“ sei, weshalb es beispielsweise bei den niederländischstämmigen Buren, aber kaum bei den Einheimischen schwarzer Hautfarbe Anklang fand. Insbesondere seit dem Ende der südafrikanischen Apartheid fand der Sport in mehreren afrikanischen Ländern weite Verbreitung, beispielsweise in der Elfenbeinküste oder in Madagaskar (wo bei Meisterschaftsspielen bis zu 40.000 Zuschauer verzeichnet werden). Kenia wiederum ist vor allem im Siebener-Rugby erfolgreich. Als Mitglieder der FIRA nahmen die nordafrikanischen Staaten Marokko und Tunesien bis 1999 regelmäßig an europäischen Wettbewerben teil. Im Jahr 2000 bestand der IRB jedoch im Zuge der Neuordnung der Verbände darauf, dass sie zur Afrikameisterschaft wechseln, um deren Wettbewerbsfähigkeit zu erhöhen.

## Bedeutende Wettbewerbe

### Weltmeisterschaft

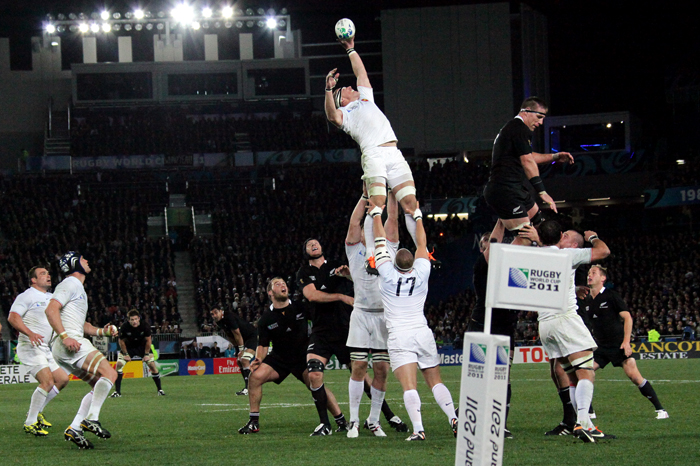
Finale der WM 2011: Neuseeland gegen Frankreich

Der wichtigste Wettbewerb ist die Weltmeisterschaft der Männer (Rugby World Cup), die seit der ersten Austragung 1987 alle vier Jahre stattfindet. Südafrika ist der amtierende Weltmeister, nachdem es Neuseeland im Finale der Weltmeisterschaft 2023 in Frankreich bezwang und somit zum vierten Mal nach 1995, 2007 und 2019 den Titel errang. Dreifacher Weltmeister ist Neuseeland (1987, 2011, 2015). Australien gewann zweimal (1991 und 1999), England einmal (2003). Somit ist England die einzige Mannschaft der nördlichen Hemisphäre, die sich im Finale durchsetzen konnte, während Frankreich bisher dreimal als Verlierer vom Platz ging (1987, 1999, 2011).
Die Weltmeisterschaft ist seit ihrer Einführung stetig gewachsen. Das erste Turnier wurde in 17 Länder übertragen und erreichte insgesamt 230 Millionen Fernsehzuschauer. In der Vorrunde und im Finale konnte das angestrebte Ziel von einer Million verkaufter Eintrittskarten nicht erreicht werden. Bei der Weltmeisterschaft 2007 in Frankreich bzw. den davor stattfindenden Qualifikationsrunden waren 94 Länder beteiligt, für die Gruppenspiele und die Finalrunde zählten die Organisatoren 3,85 Millionen verkaufte Eintrittskarten. Die kumulierte Zahl der Fernsehzuschauer für die Veranstaltung, die in über 200 Länder übertragen wurde, betrug 4,2 Milliarden.

### Internationale Turniere

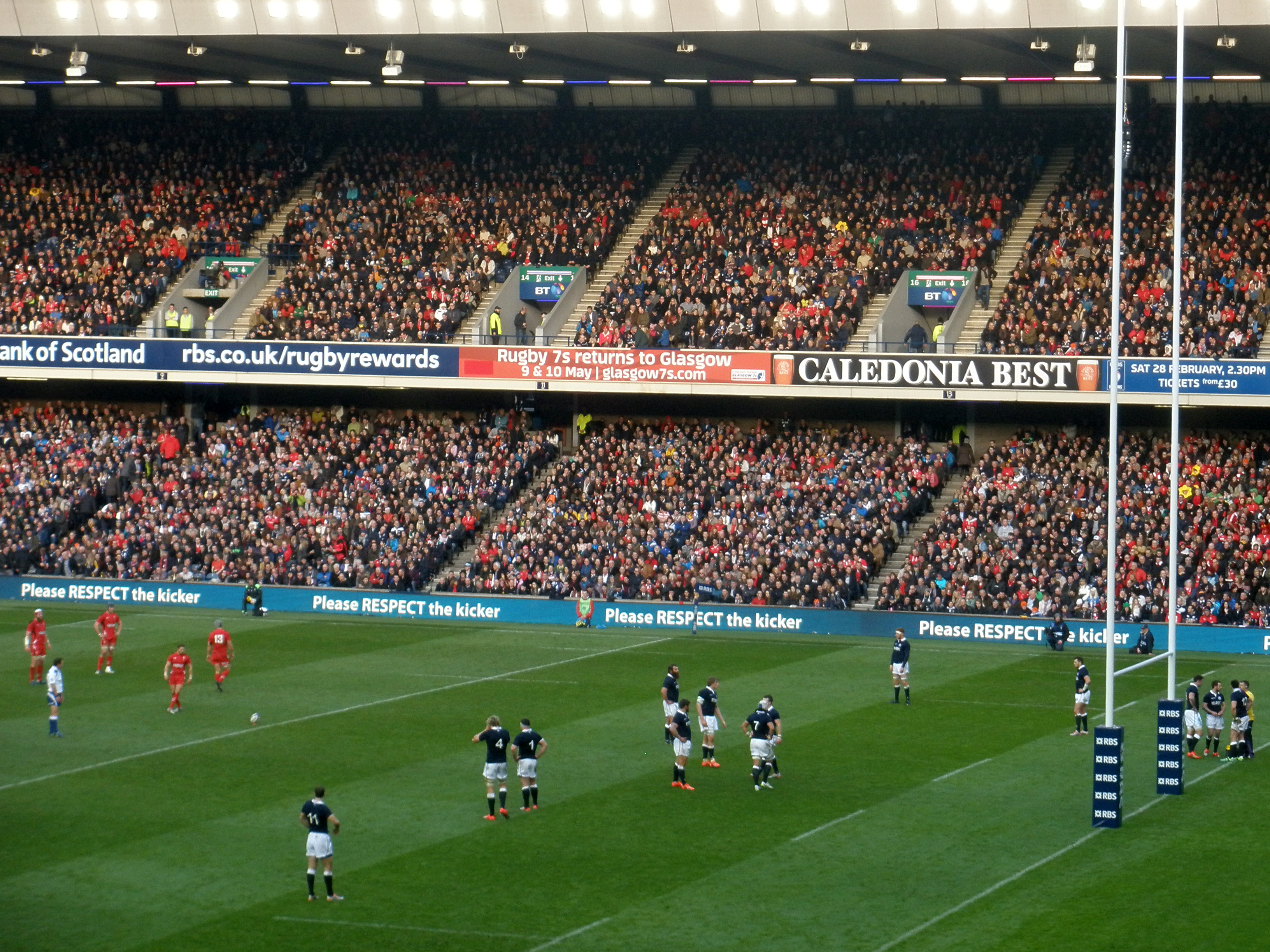
Six Nations 2015: Schottland gegen Wales

Als die mit Abstand wichtigsten, jährlich wiederkehrenden internationalen Wettbewerbe gelten das Six Nations und die Rugby Championship. Am Six Nations nehmen England, Frankreich, Irland, Italien, Schottland und Wales teil. Es fand erstmals 1883 unter der Bezeichnung Home Nations Championship statt, als die vier Home Nations die bisher sporadischen Freundschaftsspiele zu einem Turnier zusammenfassten. Frankreich nahm erstmals 1910 teil, woraus die Five Nations entstanden. Aufgrund von Vorwürfen des verdeckten Professionalismus und Bedenken über Gewalt auf dem Spielfeld erfolgte 1931 der vorübergehende Ausschluss Frankreichs, das erst 1947 wieder teilnehmen durfte. Seit der Aufnahme Italiens im Jahr 2000 besteht das Turnier in seiner heutigen Form mit sechs Mannschaften.
Die Rugby Championship ist das jährliche Turnier der vier besten Nationalmannschaften der südlichen Hemisphäre – Argentinien, Australien, Neuseeland und Südafrika. Von ihrer Einführung im Jahr 1996 bis 2011 war das Turnier unter dem Namen Tri Nations bekannt, da nur Australien, Neuseeland und Südafrika involviert waren. Da diese drei Mannschaften häufig die Weltrangliste anführen, gilt dieser Wettbewerb gemeinhin als der weltweit härteste im Rugby Union. In den ersten Jahren spielten die drei Mannschaften je zweimal gegeneinander, ab 2006 je dreimal (außer in den Jahren mit einer Weltmeisterschaft). Mit der Aufnahme Argentiniens im Jahr 2012 sind vier Mannschaften beteiligt, die je zweimal gegeneinander antreten; in Jahren mit Weltmeisterschaft gibt es jeweils nur ein Spiel.
Alle Nationalmannschaften sind in eine von drei Stärkeklassen (engl. tiers) eingeteilt. Zur ersten Stärkeklasse gehören die Teilnehmer von Six Nations und Rugby Championship sowie Japan, weitere zwölf Nationalmannschaften zur zweiten und alle übrigen zur dritten Stärkeklasse. Theoretisch soll die Einteilung die Spielstärke widerspiegeln und dafür sorgen, dass ungefähr gleich starke Nationalmannschaften aufeinandertreffen. In der Praxis werden jedoch Teams der ersten Stärkeklasse bevorteilt, da sie untereinander häufiger finanziell attraktive Spiele austragen und somit deutlich höhere Einnahmen für ihre Verbände erzielen können. Dies wiederum führt dazu, dass diese Verbände mehr investieren können und der Abstand zu den Teams der zweiten und dritten Stärkeklasse trotz Förderbeiträgen des Weltverbandes nicht geringer wird. Kritiker bemängeln, dass dieses System zu starr sei und die Entwicklung von Rugby Union eher behindere. Es führt auch dazu, dass kein einziges Team der ersten Stärkeklasse an Kontinentalmeisterschaften teilnimmt.

### Multisportveranstaltungen

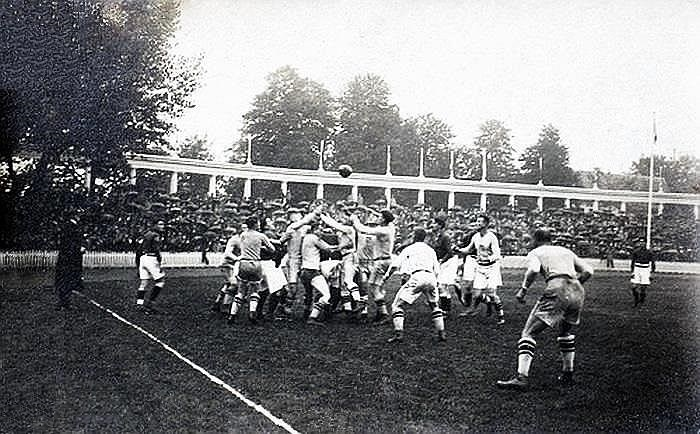
Olympische Sommerspiele 1920: USA gegen Frankreich

Rugbyturniere waren Bestandteil der Olympischen Sommerspiele der Jahre 1900, 1908, 1920 und 1924 – nicht zuletzt weil Baron Pierre de Coubertin, der Präsident des Internationalen Olympischen Komitees (IOC) – ein begeisterter Rugbyspieler und -förderer war. Gemäß den olympischen Regeln durften Schottland, Wales und England nicht separat antreten, da sie keine souveränen Staaten sind und die Verbände keine gemeinsame Mannschaft aufstellten. 1900 gewann Gastgeber Frankreich die Goldmedaille, 1908 Australien. Sowohl 1920 als auch 1924 siegten überraschend die Vereinigten Staaten im Finale gegen die jeweils favorisierten Franzosen. Nach Coubertins Rücktritt verlor Rugby Union seinen Rückhalt im IOC und wurde aus dem Programm gestrichen. In den frühen 1990er Jahren begann sich der International Rugby Board (heute World Rugby) für die Wiedereinführung von Rugby als olympische Sportart einzusetzen. Die jahrelangen Bemühungen wurden schließlich von Erfolg gekrönt, als das IOC die Wiederaufnahme beschloss – wenn auch in der Variante Siebener-Rugby, dessen Regeln auf denen von Rugby Union basieren. Die ersten olympischen Siebener-Turniere für Männer und Frauen fanden 2016 statt.
Während seit den Commonwealth Games 1998 in Kuala Lumpur das Siebener-Rugby zum Wettkampfprogramm der Commonwealth Games gehört, fand bei den Asienspielen 1998 und 2002 jeweils ein Siebener- und ein Union-Turnier statt. Seit 2006 steht bei Asienspielen nur noch Siebener-Rugby auf dem Programm (seit 2010 auch für Frauen).

### Nationale und internationale Meisterschaften

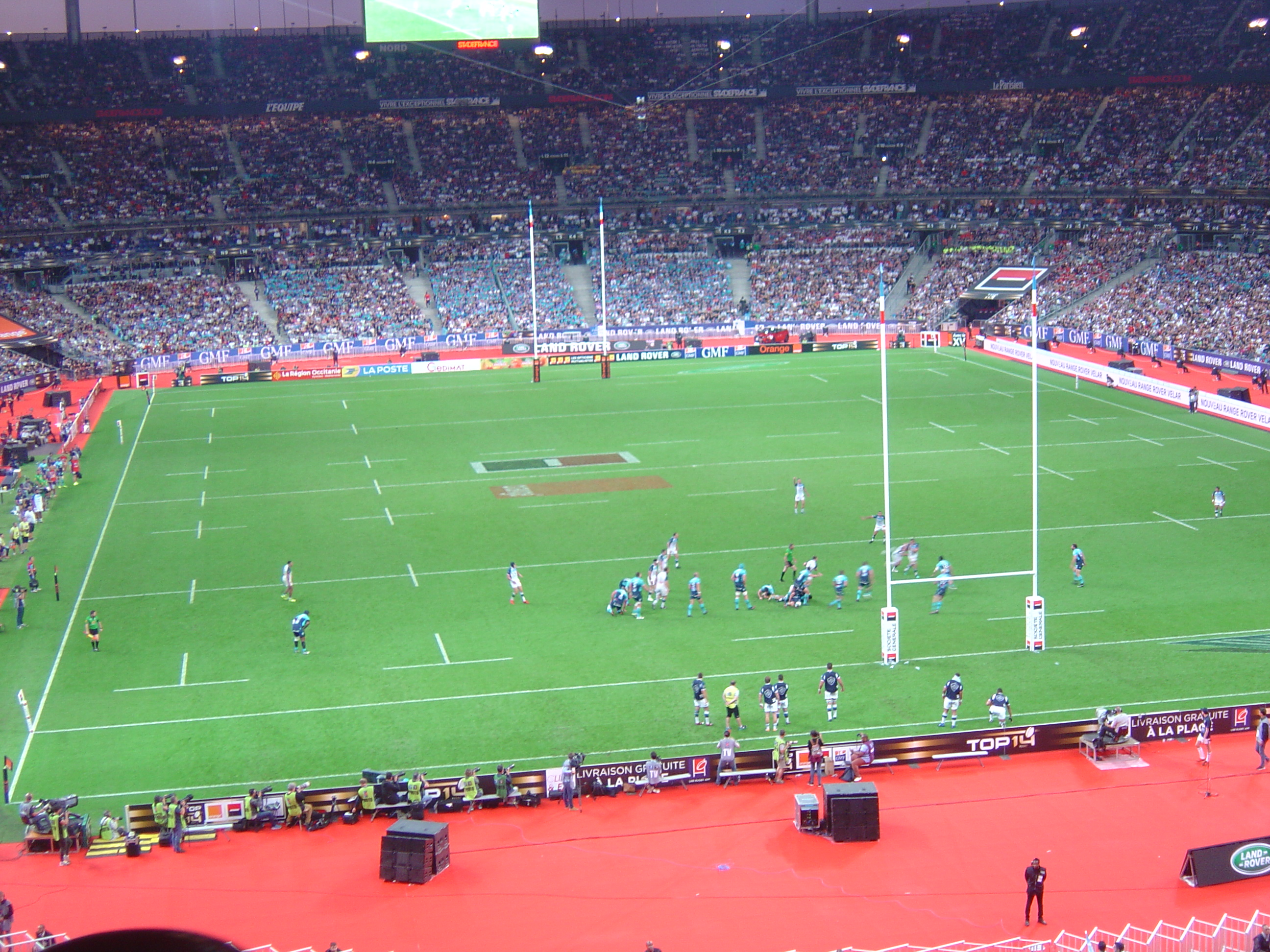
Finale der französischen Meisterschaft 2018

Als bedeutendste nationale Meisterschaften gelten jene Frankreichs und Englands. Die französische Profiliga Top 14 umfasst 14 Vereinsmannschaften; sie wird im Auftrag des französischen Rugbyverbandes und des Sportministeriums von der Organisation Ligue nationale de rugby (LNR) geführt, die für Aufsicht, Entwicklung, Finanzen, Förderung des professionellen Rugbysports und Beratung der beteiligten Vereine zuständig ist. Ebenfalls verantwortlich ist die LNR für die zweithöchste Profiliga Pro D2 mit 16 Mannschaften. Die höchste englische Liga, Premiership Rugby mit zehn Mannschaften, wird vom Unternehmen Premiership Rugby organisiert, an dem die Vereine und ein Kapitalgeber beteiligt sind. Für die Organisation der zweithöchsten Profiliga Champ Rugby mit 14 Mannschaften ist der englische Verband direkt zuständig. Als dritte bedeutende nationale Profiliga der nördlichen Hemisphäre hat sich die Japan Rugby League One etabliert; alle zwölf teilnehmenden Mannschaften sind ausnahmslos im Besitz bedeutender Konzerne.
Eine besondere Rolle im professionellen Rugby Union spielen Franchises. Entweder schließen sich mehrere führende Vereine einer Region zu einer Art Kooperationsgemeinschaft zusammen und führen ein gemeinsames Auswahlteam oder mehrere Provinzverbände stellen ein solches aus den verfügbaren Spielern in ihrem Einzugsgebiet zusammen. Die einzelnen Vereine und Provinzverbände spielen auch in den jeweiligen nationalen Meisterschaften. Die United Rugby Championship umfasst 16 Franchises aus Italien, Irland, Schottland, Südafrika und Wales. Ursprünglich ein rein europäischer Wettbewerb namens Pro12, wurde sie 2017 und 2021 um je zwei südafrikanische Teams ergänzt. Der Wechsel erfolgte aufgrund von Meinungsverschiedenheiten mit der Liga Super Rugby. Sie umfasste einst 18 Franchises aus Argentinien, Australien, Japan, Neuseeland und Südafrika. Wegen der COVID-19-Pandemie sprangen auch Argentinien und Japan ab, sodass Super Rugby zurzeit zwölf australische und neuseeländische Franchises umfasst.
Noch zu etablieren versucht sich die 2017 gegründete Major League Rugby mit 13 Franchises in Kanada und den USA. Weitere bedeutende nationale Meisterschaften mit zumindest semiprofessionellen Mannschaften sind der Currie Cup in Südafrika, die National Rugby Championship in Australien, die Bunnings NPC in Neuseeland, die Top10 in Italien, die Scottish Premiership in Schottland und die Welsh Premier Division in Wales. In Europa existieren zudem zwei prestigeträchtige Europapokal-Wettbewerbe für professionelle Vereinsmannschaften und Franchises, der European Rugby Champions Cup und der EPCR Challenge Cup.

## Frauen im Rugby-Union-Sport
Aufzeichnungen über rugbyspielende Frauen reichen bis ins späte 19. Jahrhundert zurück. Eine Gruppe von Frauen tourte im Sommer 1881 durch Schottland und Nordengland und spielte mehrmals football, wobei es sich dabei überwiegend um Spiele nach den Regeln der Football Association handelte. Ausnahme war eine Partie am 25. Juni 1881 in Liverpool, die den Rugby-Regeln folgte. Die Spiele lockten zahlreiche Zuschauer an, auch wenn die Berichte in den Lokalzeitungen selten schmeichelhaft waren. Die Einstellung der Zuschauer war alles andere als positiv und mehrere Spiele mussten wegen Ausschreitungen auf und neben dem Platz abgebrochen werden. Die erste namentlich bekannte Rugbyspielerin war Emily Valentine, die 1887 nachweislich dem Team der Portora Royal School im nordirischen Enniskillen angehörte. Der erste dokumentierte Versuch, ein reines Frauenteam zu gründen, stammt aus dem Jahr 1891, als eine geplante Tour durch Neuseeland aufgrund der öffentlichen Empörung abgesagt werden musste. Das nächste Spiel, über das in den Medien berichtet wurde, ließ bis zum 16. Dezember 1917 auf sich warten, als im Rahmen einer Wohltätigkeitsveranstaltung im walisischen Cardiff zwei Auswahlteams der Städte Cardiff und Newport aufeinander trafen (die Gastgeberinnen gewannen mit 6:0).

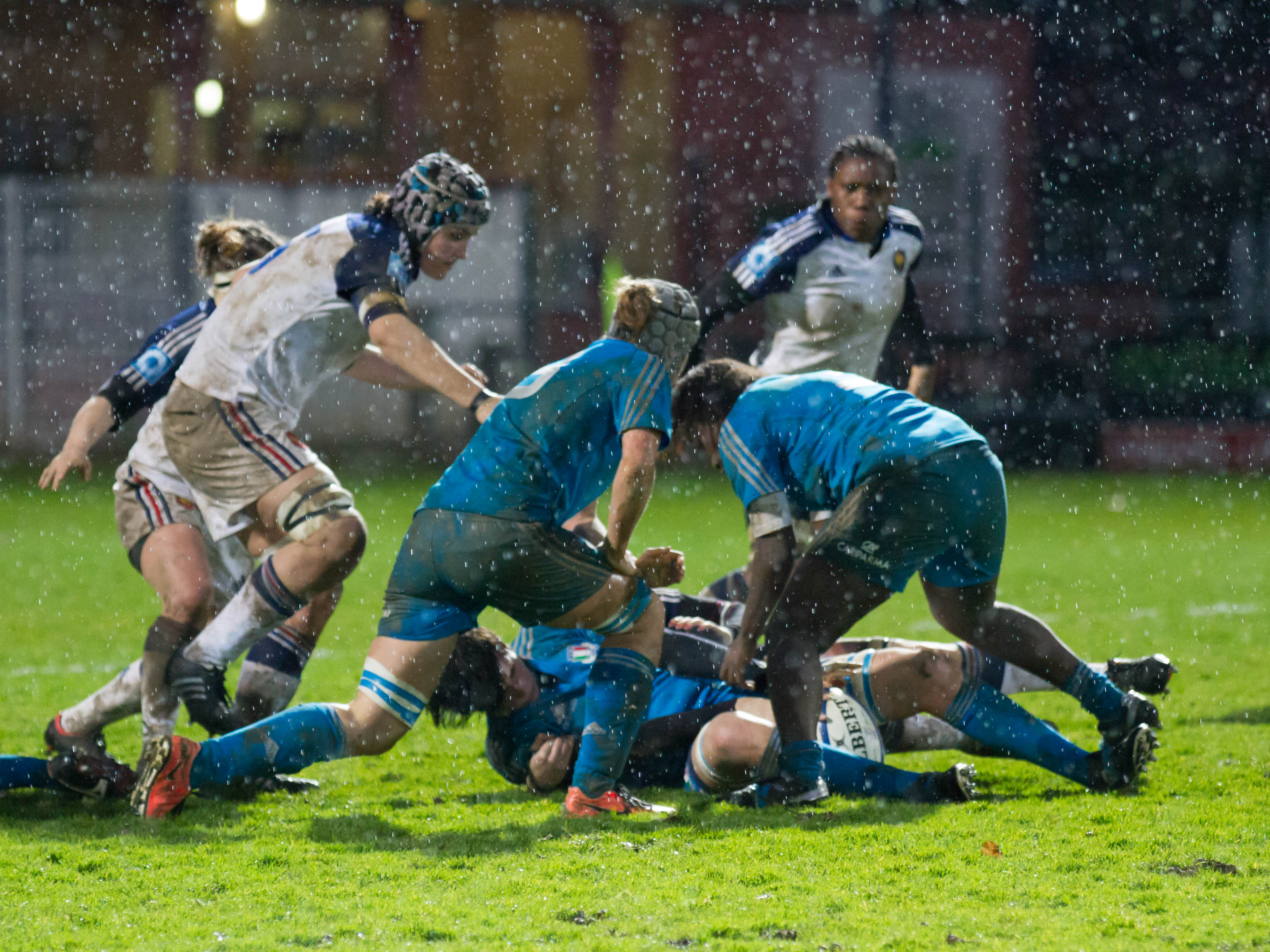
Six Nations der Frauen 2014: Frankreich gegen Italien

Zwar gab es in den 1930er Jahren in Australien den Versuch zur Etablierung einer Frauen-Rugbyliga, doch erst drei Jahrzehnte später konnte der Sport allmählich Fuß fassen, zunächst überwiegend an europäischen Universitäten. Das erste nachweisbare Meisterschaftsspiel zwischen zwei Frauenteams fand am 1. Mai 1968 in Toulouse statt, vor „Tausenden von Zuschauern“. Der Erfolg führte zwei Jahre später zur Gründung des ersten Verbandes für Frauen-Rugby. Das erste Test Match für Frauen folgte am 13. Juni 1982 in Utrecht, als die Nationalteams der Französinnen und der Niederländerinnen aufeinandertrafen; die Begegnung endete mit einem französischen 4:0-Sieg.
1991 fand in Wales die erste Ausgabe der Frauen-Weltmeisterschaft statt, bei der das Team der Vereinigten Staaten den Titel holte. Das zweite Turnier folgte 1994, und von da an bis 2014 wurde es alle vier Jahre ausgetragen. Anschließend verschob World Rugby die nächste Ausgabe auf 2017, als ein neuer Vierjahreszyklus begann. Am erfolgreichsten war Neuseeland mit bisher sechs Titeln, davon vier hintereinander in den Jahren 1998 bis 2010. Neben der Weltmeisterschaft gibt es weitere regelmäßige Turniere, darunter das Six Nations, das nach dem Wettbewerb der Männer stattfindet. Das 1996 erstmals ausgetragene Turnier der Frauen wurde von England dominiert, später sicherten sich auch Frankreich und Irland mehrere Titel.

## Varianten

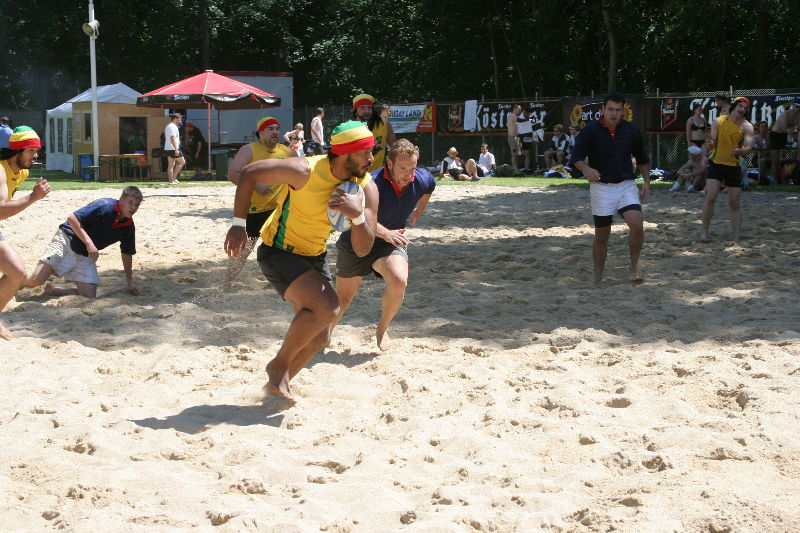
Beachrugby

Rugby Union brachte mehrere Varianten hervor, die sich durch die geringere Anzahl Spieler oder reduzierten Körperkontakt unterscheiden. Die mit Abstand älteste und am weitesten verbreitete Variante ist Siebener-Rugby (rugby sevens), das 1883 im schottischen Melrose entstand. Auf einem Spielfeld, das gleich groß ist wie bei Rugby Union, stehen sich je sieben Spieler gegenüber und es werden zwei Halbzeiten zu je sieben Minuten gespielt. Siebener-Rugby wird praktisch ausschließlich in Turnierform ausgetragen, wobei jede teilnehmende Mannschaft an einem oder zwei Tagen mehrere Spiele in Folge absolvieren muss. Zu den wichtigsten Turnieren gehören die Hong Kong Sevens und die Dubai Sevens. Sie sind Teil der seit 1999 jährlich ausgetragenen Turnierserie World Rugby Sevens Series, an der zahlreiche Nationalmannschaften beteiligt sind. Seit 1993 wird alle vier Jahre eine eigene Weltmeisterschaft ausgetragen und seit 2016 ist Siebener-Rugby eine olympische Sportart (zuvor gehörte es von 2001 bis 2013 zum Programm der World Games). Zehner-Rugby (rugby tens) entstand in den 1960er Jahren in Malaysia und ist heute besonders in ostasiatischen Ländern verbreitet. Es stehen sich je zehn Spieler gegenüber, die zwei Halbzeiten dauern je zehn Minuten.
Touch Rugby, bei dem die Tacklings durch einfaches Berühren des Ballträgers mit beiden Händen ausgeführt werden, ist sowohl als Trainingsspiel als auch als gemischtgeschlechtliche Version beliebt, die sowohl von Kindern als auch von Erwachsenen gespielt wird. Es wurden weitere Varianten entwickelt, um Kindern den Sport mit weniger Körperkontakt näher zu bringen. Weit verbreitet ist das in den 1970er Jahren in England entstandene Mini Rugby, bei dem die Kinder in drei Altersstufen schrittweise an die komplexeren Spielzüge von Rugby Union herangeführt werden. Im Tag Rugby trägt jeder Spieler einen Gürtel mit zwei Klettbändern. Die verteidigenden Spieler müssen eines dieser Bänder ziehen, um den Ballträger zum Passen zu zwingen; ansonsten ist der Sport weitestgehend kontaktlos. Eine in den Vereinigten Staaten verbreitete Variante davon ist Flag Rugby; auch hier geht es vor allem darum, die Kinder schrittweise an die Komplexität von Rugby Union heranzuführen. Für den Freizeit- und Erholungssport geeignete Varianten sind Beachrugby und Schneerugby. Nur dem Namen nach mit Rugby Union verwandt sind Rollstuhlrugby und Unterwasser-Rugby.

## Vergleich mit Rugby League
Seit der Trennung von Rugby Union und Rugby League im Jahr 1895 gab es Regeländerungen in beiden Varianten, so dass es sich heute trotz der immer noch reichlich vorhandenen Ähnlichkeiten um Ballsportarten mit unterschiedlicher taktischer und spieltechnischer Ausrichtung handelt. Während im Rugby Union 15 Spieler pro Mannschaft auf dem Feld stehen, sind es im Rugby League lediglich 13. Ein League-Feld ist zwei Meter schmaler als ein Union-Feld. Für einen Versuch gibt es im Rugby League vier statt fünf Punkte, für ein Dropgoal einen Punkt statt drei Punkte und für einen Straftritt zwei statt drei Punkte. Die Bälle sind ähnlich groß, wobei die Enden eines Rugby-League-Balles etwas spitzer sind.
Die Hauptunterschiede im Regelwerk betreffen insbesondere den Wechsel des Ballbesitzes. Nach einem Tackling wird der Ballbesitz nicht umkämpft, stattdessen erhält ihn die ballführende Mannschaft zurück. Erst nach dem sechsten Tackling wechselt der Ballbesitz zur gegnerischen Mannschaft. Da der Ball im Rugby League nur bei einem Eins-gegen-eins-Tackling entrissen werden kann, gibt es weniger Möglichkeiten für einen Ballbesitzwechsel als im Rugby Union. Allgemein führt dies zu einer gleichmäßigeren Verteilung des Ballbesitzes. Im Rugby League gibt es keine Gasseneinwürfe, stattdessen wird ein Gedränge durchgeführt. Von dieser Situation abgesehen spielt das Gedränge jedoch eine weniger große Rolle, ebenso fallen rucks und mauls vollständig weg. Stattdessen muss im Rugby League ein angegriffener Spieler den Ball mit den Füßen zurückrollen, worauf Spieler beider Mannschaften um den rollenden Ball kämpfen.
Während sich das Spielgeschehen im Rugby Union mehr darum dreht, den Ballbesitz zu erobern und zu halten, sind im Rugby League direkte Konfrontationen zwischen einzelnen Spielern deutlich häufiger. Verbunden mit der geringeren Anzahl Spieler und dem etwas schmaleren Spielfeld treten taktische Finessen eher in den Hintergrund. Aus diesem Grund gilt Rugby League als die schnellere und härtere der beiden Varianten. Allgemein ist seit der Professionalisierung der Trend zu beobachten, dass Rugby Union sich vor allem in technischer und taktischer Hinsicht vermehrt von Rugby League inspirieren lässt. Umgekehrt ist eine Beeinflussung zwar auch vorhanden, aber deutlich weniger augenfällig.

## Einfluss auf andere Sportarten

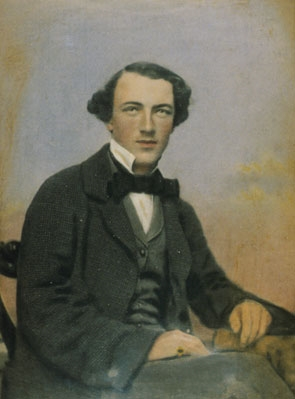
Tom Wills, Erfinder von Australian Football

American Football und Canadian Football haben beide ihre Wurzeln in einer Frühform von Rugby, die noch vor der Abspaltung von Rugby League bestand. Ein prägender Unterschied ist das als Vorwärtspass bezeichnete Werfen des Balls zu einem sich in Angriffsrichtung weiter vorn befindlichen Mitspieler, was im Rugby nicht zulässig ist. Zudem sind die nordamerikanischen Spiele deutlich stärker darauf ausgerichtet, durch Raumgewinne im Angriffsrecht zu bleiben. Außerdem führt der aus jeweils abgeschlossenen Spielzügen bestehende Spielverlauf zu zahlreichen Unterbrechungen, während im Rugby Union ein konstanter, kaum unterbrochener Spielfluss (ähnlich wie im Fußball) vorherrscht.
Eine weitere von Rugby abgeleitete Sportart ist Australian Football, bei dem das Kicken des Balls deutlich wichtiger ist als das Pass- und Laufspiel; außerdem ist das Spielfeld oval statt rechteckig. Die Erfindung dieser Sportart wird Tom Wills zugeschrieben, der an der Rugby School eine frühe Form von Rugby kennengelernt hatte und diese in Australien adaptierte. James Naismith übernahm Aspekte mehrerer Sportarten, darunter auch Rugby, um Basketball zu erfinden. Die offensichtlichsten Ähnlichkeiten sind jene des Sprungballs mit dem Gasseneinwurf und der Unterhandschuss, der in den Anfangsjahren des Sports dominierte. Schwedischer Fußball (Svensk fotboll), das in 1870er bis 1890er Jahren in Schweden gespielt wurde, war eine Mischung aus Fußball- und Rugby-Regeln.

## Statistiken und Rekorde

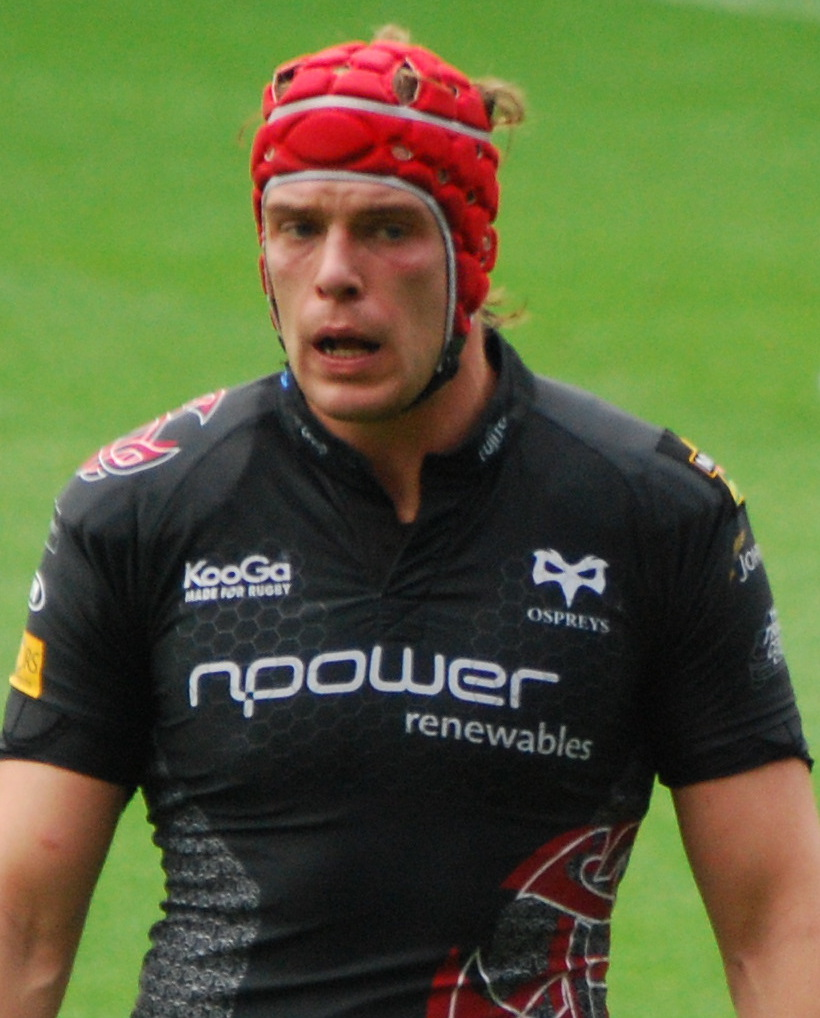
Alun Wyn Jones hält den Rekord für die meisten Test Matches

Einem Bericht des Centre for the International Business of Sport der Coventry University zufolge spielten im Jahr 2011 mehr als fünf Millionen Menschen Rugby Union oder eine seiner Varianten, was gegenüber dem Bericht von 2007 einem Zuwachs von rund 19 % entspricht. Demzufolge ist in diesem Zeitraum die Beteiligung in Afrika um 33 %, in Südamerika um 22 % und in Asien und Nordamerika um 18 % gestiegen. 2014 veröffentlichte der IRB eine weltweite Aufschlüsselung der Gesamtzahl der Spieler. Damals gab es insgesamt 6,6 Millionen Spieler, von denen 2,36 Millionen lizenzierte Mitglieder waren, die für einen dem Verband ihres Landes angeschlossenen Verein spielten. Der World-Rugby-Jahresrückblick 2016 meldete 8,5 Millionen Spieler, darunter 3,2 Millionen registrierte Verbandsspieler und 1,9 Millionen registrierte Vereinsspieler; der Anteil der Frauen betrug 22 %.
Den Rekord für die meisten Test Matches hält Alun Wyn Jones; bis Mai 2023 spielte er 158 Mal für die walisische Nationalmannschaft und zwölfmal für das Auswahlteam British and Irish Lions. Bei der Anzahl erzielter Punkte in Test Matches hält der Neuseeländer Daniel Carter die Spitzenposition mit 1598 Punkten in den Jahren 2003 bis 2015. Zwei Nationalteams teilen sich den Rekord für die längste ununterbrochene Siegesserie in der ersten Stärkeklasse mit je 18 Siegen in Folge; es sind dies Neuseeland von August 2015 bis Oktober 2016 und England von Oktober 2015 bis März 2017. Der Zuschauerrekord für ein Rugby-Union-Spiel beträgt 109.874, aufgestellt am 15. Juli 2000 in Stadium Australia in Sydney, als sich Neuseeland mit 39:35 gegen Australien durchsetzte. Der Zuschauerrekord für ein Meisterschaftsspiel liegt bei 99.124, als Racing 92 am 24. Juni 2016 im Camp Nou in Barcelona das Finale der französischen Liga Top 14 gegen den RC Toulon gewann; das Spiel war aufgrund von Terminkonflikten mit der Fußball-Europameisterschaft 2016 von seinem üblichen Austragungsort, dem Stade de France in Saint-Denis, verlegt worden.

## Spiel- und Fankultur

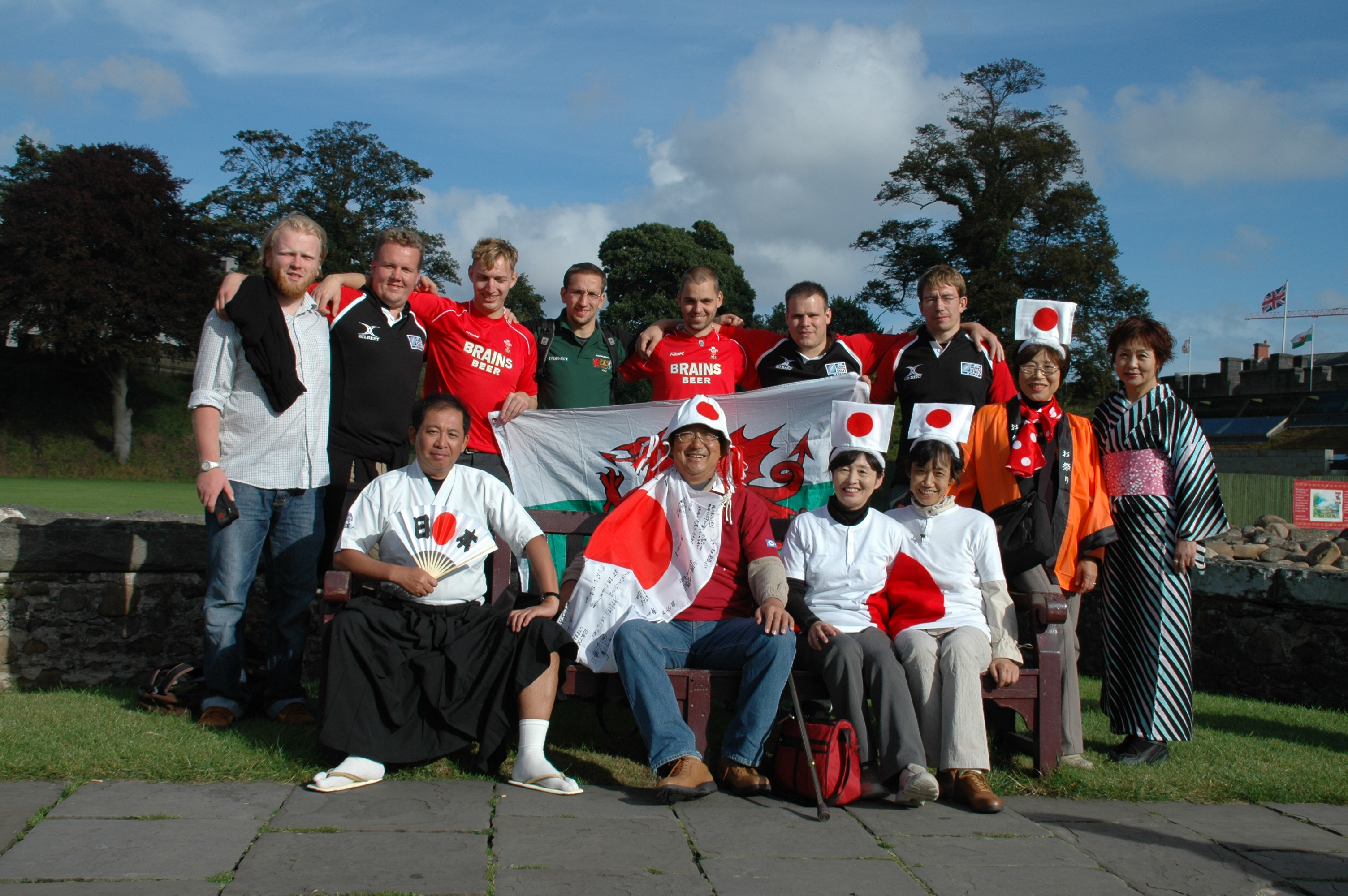
Japanische und walisische Rugbyfans in Cardiff (2007)

Ein englisches Sprichwort besagt: „Fußball ist ein Sport für Gentlemen, der von Hooligans ausgeübt wird, und Rugby ein Sport für Hooligans, der von Gentlemen ausgeübt wird“ (Football is a gentleman's game played by hooligans, and rugby is a hooligan’s game played by gentlemen). Es soll die Ironie der Tatsache veranschaulichen, dass ein körperlich hartes und gefährliches Spiel wie Rugby von höflichen und gut erzogenen „Gentlemen“ gespielt wird, die dem Schiedsrichter Respekt entgegenbringen, während Fußball, ein angeblich weniger hartes Spiel, in einem aggressiveren Klima gespielt wird (sei es auf dem Spielfeld, zwischen den Spielern, in den Beziehungen zu den Schiedsrichtern oder unter den Fans). Allerdings ist dieses Sprichwort spätestens seit der Professionalisierung nicht mehr in dieser Absolutheit zutreffend.
Das vor allem im Fußball bekannte Phänomen des Hooliganismus ist im Rugby-Union-Sport weitgehend unbekannt. Der Respekt, den die Spieler untereinander und gegenüber dem Schiedsrichter zeigen, erstreckt sich auch auf die Zuschauer. Fans der Heim- und Auswärtsmannschaft werden nicht streng getrennt und bestimmten Sektoren im Stadion zugewiesen, sondern sitzen oft zusammen auf den Tribünen. Entsprechend ist auch die Polizeipräsenz deutlich geringer als bei Fußballspielen und die Spielfelder werden nicht durch Barrikaden abgeschirmt. Rivalisierende Fans werden sogar ermutigt, miteinander in Kontakt zu treten und gemeinsam zu feiern. Andererseits respektieren die Fans die Spieler der gegnerischen Mannschaft, indem sie sich bei der Ausführung einer Erhöhung oder eines Straftritts ruhig verhalten. Eine früher sehr oft gepflegte Tradition unter den Spielern war das gemeinsame feuchtfröhliche Feiern der Spieler und Fans beider Mannschaften in der „dritten Halbzeit“ nach dem Abpfiff; seit der Professionalisierung Mitte der 1990er Jahre ist die Bereitschaft der Spieler zu solchen Ausflügen jedoch deutlich zurückgegangen.

## Rugby Union in der Kunst

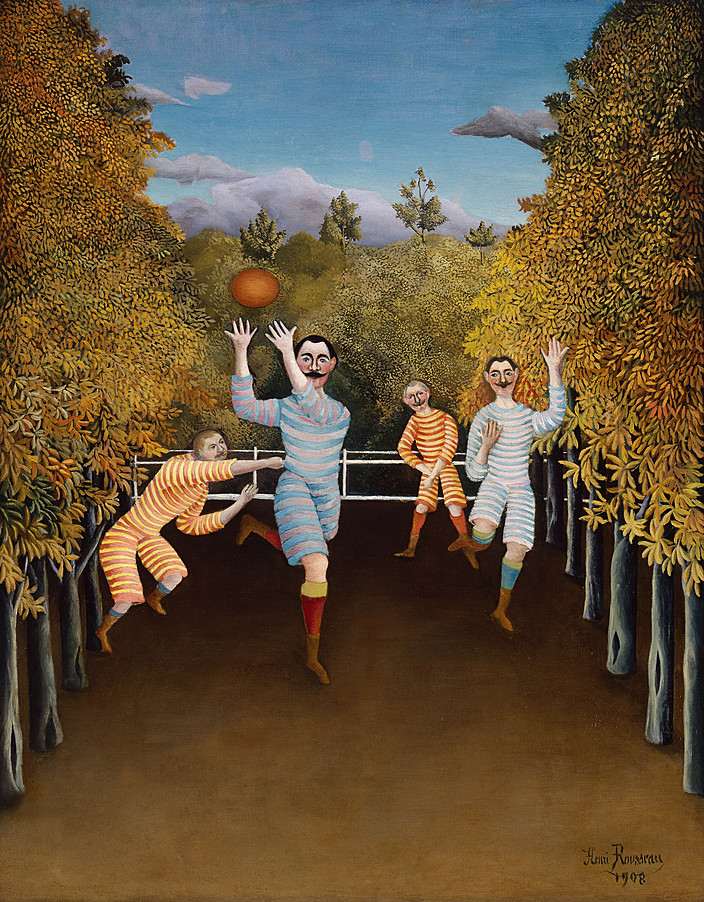
Henri Rousseau: Les joueurs de foot-ball (1908)

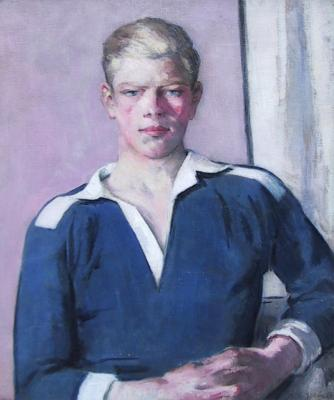
Francis Cadell: The Rugby Player (ca. 1920)

Die Sportart Rugby Union und ihre Spieler haben zahlreiche Künstler inspiriert. Der Roman Tom Brown’s School Days („Tom Brown's Schuljahre“), 1857 von Thomas Hughes geschrieben, basiert auf den Erlebnissen des Autors in der Rugby School und enthält die Beschreibung eines Spiels. Die bekannteste Verfilmung dieses Romans erschien 1940, mit Robert Stevenson als Regisseur und Cedric Hardwicke als Hauptdarsteller. James Joyce erwähnt den irischen Verein Bective Rangers unter anderem in seinen Romanen Ulysses (1922) und Finnegans Wake (1939); im halb-autobiografischen Werk Ein Porträt des Künstlers als junger Mann (1916) wird zusätzlich der irische Nationalspieler James Magee genannt. In The Adventure of the Sussex Vampire, einer 1924 erschienenen Sherlock-Holmes-Erzählung von Arthur Conan Doyle, wird erwähnt, dass die Romanfigur Dr. Watson in seiner Jugend Rugby für den Blackheath FC gespielt hat.
Das Gemälde Les joueurs de foot-ball des französischen Impressionisten Henri Rousseau aus dem Jahr 1908 zeigt je zwei Rugbyspieler, die gegeneinander spielen. Weitere französische Künstler, die den Sport in ihren Werken dargestellt haben, sind Albert Gleizes (Les Joueurs de football, 1912), Robert Delaunay (Football. L'Équipe de Cardiff, 1916) und André Lhote (Partie de Rugby, 1917). Francis Cadell, ein Vertreter der schottischen Koloristen, malte um 1920 das Gemälde The Rugby Player. Bei den Kunstwettbewerben der Olympischen Sommerspiele 1928 in Amsterdam gewann der Luxemburger Jean Jacoby mit dem Werk Rugby die Goldmedaille in der Kategorie Zeichnungen und Aquarelle.
In der 1949 von den Ealing Studios produzierten Filmkomödie A Run for Your Money und im 1979 von BBC Wales produzierten Fernsehfilm Grand Slam dreht sich die Handlung um Fans, die einem Rugby-Union-Spiel beiwohnen. Zu den Filmen, die sich eingehender mit diesem Sport befassen, gehören die unabhängigen Produktionen Old Scores (1991) und Forever Strong (2008). Der Überlebenskampf der uruguayischen Rugby-Union-Mannschaft Old Christian’s Club nach dem Absturz von Fuerza-Aérea-Uruguaya-Flug 571 im Jahr 1972 ist Thema des 1993 erschienenen Films Überleben! Der wohl bekannteste Film mit Bezug zu Rugby Union ist Invictus – Unbezwungen von Regisseur Clint Eastwood (2009), der auf dem Buch Playing the Enemy von John Carlin basiert. Darin werden sowohl die Ereignisse der Weltmeisterschaft 1995 als auch die Bemühungen von Nelson Mandela beschrieben, den Sport dafür zu nutzen, die Bevölkerungsgruppen Südafrikas nach der Apartheid zusammenzuführen. Der 2016 erschienene südafrikanische Film Modder en Bloed („Schlamm und Blut“) erzählt, wie südafrikanische Kriegsgefangene während des Zweiten Burenkriegs im Gefangenenlager auf der Insel St. Helena das Rugbyspiel kennenlernen. Ebenfalls aus Südafrika stammt die Fernsehserie Getroud met rugby („Mit Rugby verheiratet“); die Seifenoper mit mehreren hundert Folgen läuft seit 2009 und ist von der britischen Serie Footballers’ Wives inspiriert.
Besonders in Frankreich verbreitet sind Comics zu Rugby Union. Beispiele dafür sind die Serien Rubipèdes von Michel Iturria und Les Rugbymen von Poupard und Béka. In Asterix bei den Briten, einem Band der auch im deutschsprachigen Raum bekannten Serie Asterix von Albert Uderzo und René Goscinny, besuchen die Protagonisten bei der Suche nach einem Fass Zaubertrank ein Rugby-Union-Spiel zwischen Camulodunum und Durovernum. Rugby Union kommt auch im gleichnamigen Zeichentrickfilm und im Film Asterix & Obelix – Im Auftrag Ihrer Majestät vor.
In der öffentlichen Kunst und Bildhauerei gibt es zahlreiche Werke, die dem Rugby-Union-Sport gewidmet sind. Im Twickenham Stadium steht eine 8,2 m hohe Bronzestatue des Künstlers Gerald Laing, die eine Rugby-Gasse darstellt, im Millennium Stadium eine Statue des Funktionärs Tasker Watkins. Zu den Spielern, die mit Statuen geehrt wurden, gehören Gareth Edwards (in Cardiff) und Danie Craven (in Stellenbosch). In Larrivière-Saint-Savin, einem Dorf im Südwesten Frankreichs, steht die Kapelle Notre-Dame-du-Rugby; sie ist nicht einem Heiligen gewidmet, sondern dem Rugby-Union-Sport.